# Liste der Biografien/Camp
Liste der Biografien |
Portal Biografien |
Personensuche
# |
A |
B |
C |
D |
E |
F |
G |
H |
I |
J |
K |
L |
M |
N |
O |
P |
Q |
R |
S |
T |
U |
V |
W |
X |
Y |
Z |
?
 
Ca |
Cb |
Cc |
Ce |
Ch |
Ci |
Cj |
Ck |
Cl |
Cm |
Cn |
Co |
Cr |
Cs |
Ct |
Cu |
Cv |
Cw |
Cy |
Cz
 
Caa–Cag |
Cah |
Cai |
Caj |
Cak |
Cal |
Cam |
Can |
Cao–Cap |
Caq |
Car |
Cas |
Cat–Caz
 
Cama |
Camb |
Camc |
Camd |
Came |
Cami |
Camk |
Caml |
Camm |
Camn |
Camo |
Camp |
Camr |
Cams |
Camt |
Camu
Die Liste der Biografien führt alle Personen auf, die in der deutschsprachigen Wikipedia einen Artikel haben. Dieses ist eine Teilliste mit 850 Einträgen von Personen, deren Namen mit den Buchstaben „Camp“ beginnt.

## Camp
- Camp, Albert Sidney (1892–1954), US-amerikanischer Politiker
- Camp, Anna (* 1982), US-amerikanische Schauspielerin
- Camp, Annie, US-amerikanische Cellistin und Musikpädagogin
- Camp, Bill (* 1961), US-amerikanischer Schauspieler
- Camp, Brad (* 1964), australischer Marathonläufer
- Camp, Camille van (1834–1891), belgischer Porträt- und Landschaftsmaler
- Camp, Charles Lewis (1893–1975), US-amerikanischer Paläontologe und Zoologe
- Camp, Colleen (* 1953), US-amerikanische Schauspielerin und FilmproduzentinColleen Camp (* 1953)

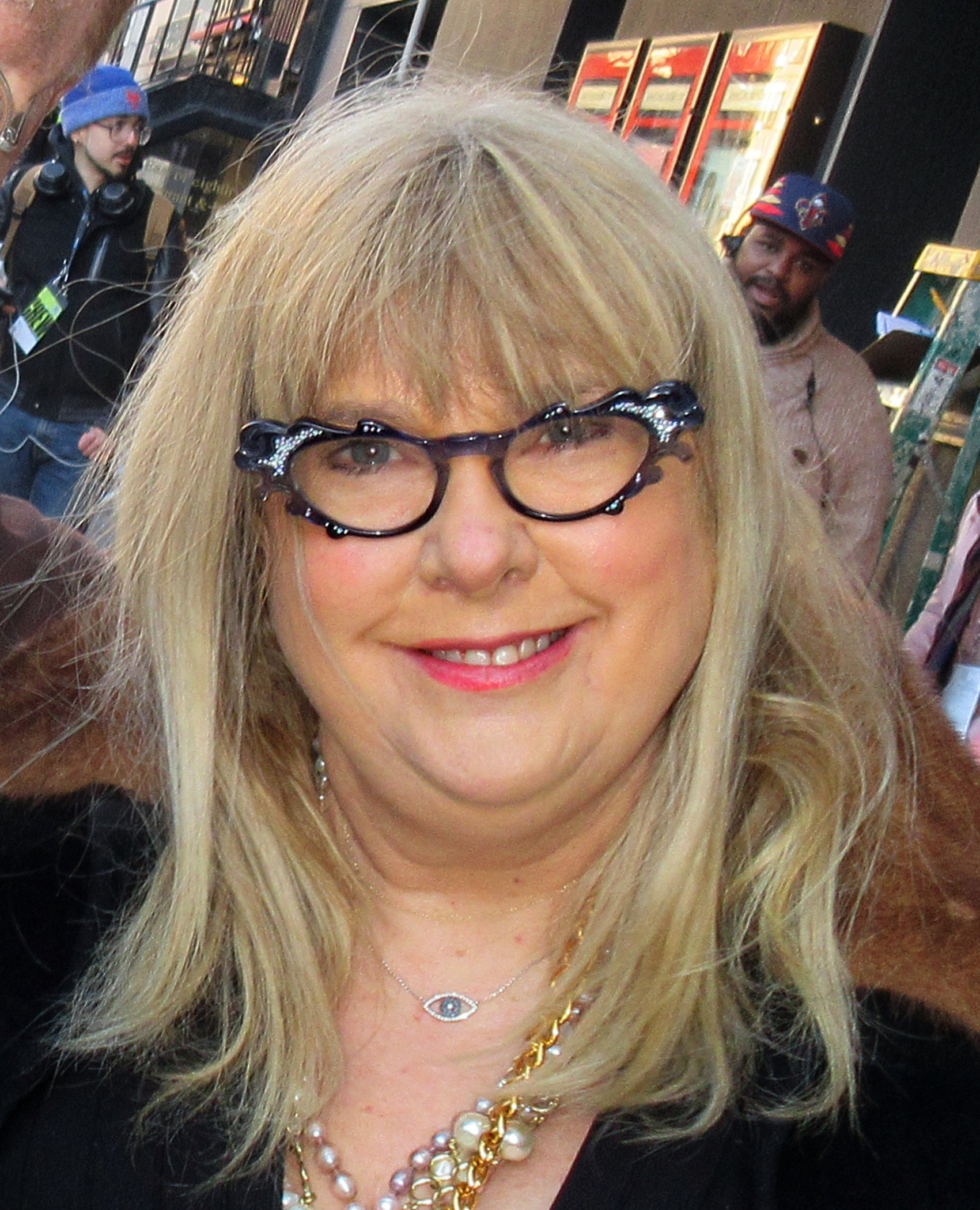
Colleen Camp (* 1953)

- Camp, Darby (* 2007), amerikanische Kinderdarstellerin
- Camp, David Lee (* 1953), US-amerikanischer Politiker (Republikanische Partei)
- Camp, David M. (1788–1871), US-amerikanischer Rechtsanwalt und Politiker, der Vizegouverneur von Vermont war (1836–1841)
- Camp, Emma van (* 2004), Schweizer Leichtathletin
- Camp, Garrett (* 1978), kanadischer Unternehmer
- Camp, Hamilton (1934–2005), US-amerikanischer Schauspieler, Sänger und Songschreiber
- Camp, Hermann Wilhelm de la (1814–1890), deutscher Kaufmann
- Camp, Jeremy (* 1978), US-amerikanischer Sänger und SongwriterJeremy Camp (* 1978)

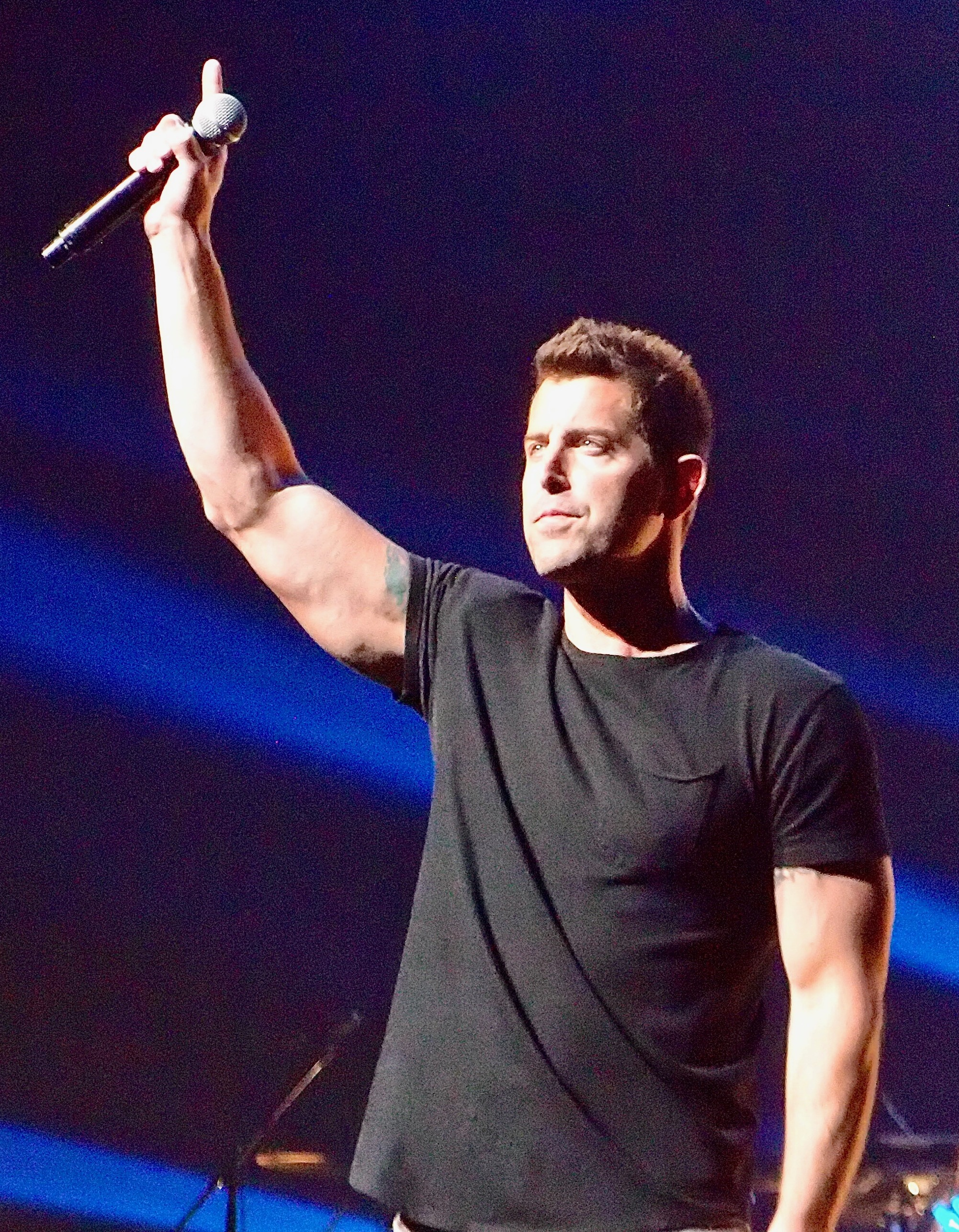
Jeremy Camp (* 1978)

- Camp, Joachim de la (1895–1950), deutscher Kaufmann und Präsident der Handelskammer Hamburg
- Camp, Joe (1939–2024), US-amerikanischer Regisseur, Drehbuchautor und Produzent
- Camp, John H. (1840–1892), US-amerikanischer Jurist und Politiker
- Camp, John McK. (* 1946), US-amerikanischer Klassischer Archäologe
- Camp, John Newbold (1908–1987), US-amerikanischer Politiker
- Camp, K (* 1990), US-amerikanischer Rapper
- Camp, Lee (* 1984), nordirischer Fußballspieler
- Camp, Leopold (1699–1750), deutscher Zisterzienserabt
- Camp, Lyon Sprague de (1907–2000), US-amerikanischer Schriftsteller
- Camp, Oskar de la (1871–1925), deutscher Internist und Hochschullehrer in Erlangen und Freiburg
- Camp, Sokari Douglas (* 1958), nigerianische Bildhauerin
- Camp, Theodor de la (1818–1888), deutscher Kaufmann
- Camp, Walter (1859–1925), US-amerikanischer Sportpionier, Footballcoach und Sportjournalist
- Camp, William (* 1944), US-amerikanischer Informatiker
- Camp, Wim van de (* 1953), niederländischer Politiker (CDA), MdEP

### Campa
- Campa, Gustavo E. (1863–1934), mexikanischer Komponist
- Campa, Joe R., US-amerikanischer Militär, 11. Master Chief Petty Officer of the NavyJoe R. Campa

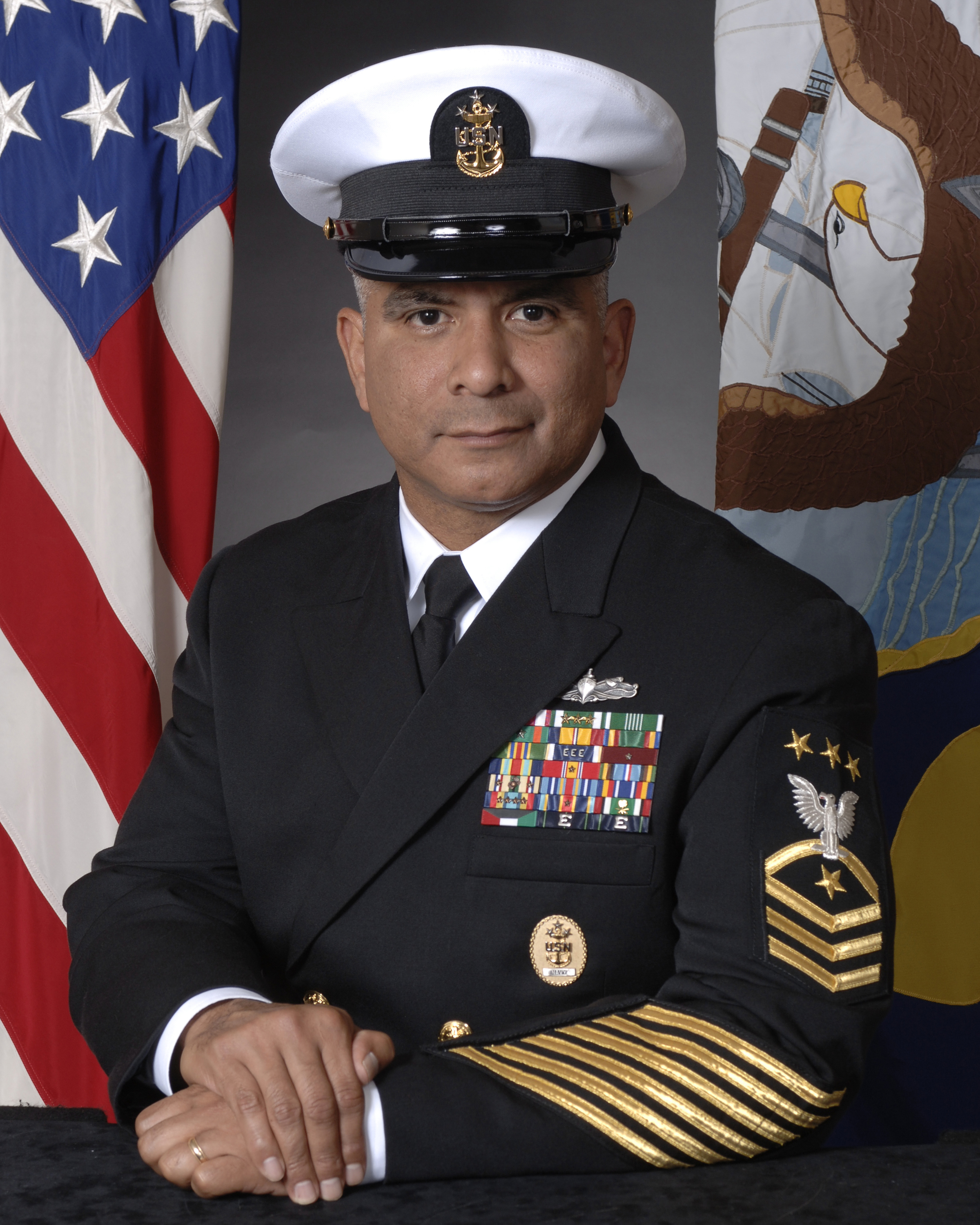
Joe R. Campa

- Campa, Miranda (1914–1989), italienische Schauspielerin
- Campa, Pedro (* 1958), mexikanischer Fußballspieler
- Campa, Peter (* 1954), österreichischer Schriftsteller
- Campa, Pio (1881–1964), italienischer Bühnen- und Filmschauspieler
- Campagna, Alessandro (* 1963), italienischer Wasserballspieler
- Campagna, Girolamo (1549–1625), italienischer Bildhauer
- Campagna, Louis (1900–1955), US-amerikanischer Mobster
- Campagna, Sam (* 1980), englischer Fußballspieler
- Campagnari, Aldo, italienischer Geiger und Musikpädagoge
- Campagnaro, Hugo (* 1980), argentinischer Fußballspieler
- Campagnaro, Simone (* 1986), italienischer Straßenradrennfahrer
- Campagne, Jenno (* 2003), niederländisch-surinamischer Fußballspieler
- Campagne, Tom (* 2000), französischer Weitspringer
- Campagner, Alfredo (1920–2016), italienischer Hochspringer
- Campagnola, Domenico († 1564), italienischer Maler und Kupferstecher
- Campagnola, Giulio (1482–1515), italienischer Maler und Kupferstecher
- Campagnoli, Bartolomeo (1751–1827), italienischer Violinist, Komponist und Dirigent der Klassik
- Campagnolo, Iona (1932–2024), kanadische Politikerin, Vizegouverneurin von British Columbia
- Campagnolo, Tullio (1901–1983), italienischer Radsportler und Unternehmer
- Campaigne, Howard (1910–1988), amerikanischer Marineoffizier und Kryptoanalytiker
- Campailla, Tommaso (1668–1740), italienischer Philosoph, Arzt und Wissenschaftler
- Campan, Bernard (* 1958), französischer Schauspieler, Filmregisseur und DrehbuchautorBernard Campan (* 1958)

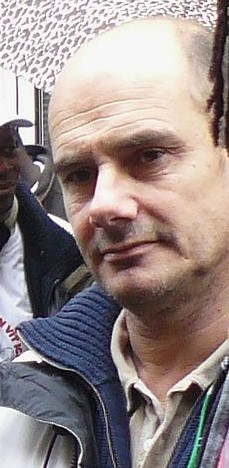
Bernard Campan (* 1958)

- Campan, Jeanne Louise Henriette (1752–1822), erste Hofdame Marie Antoinettes
- Campana, Amanda (* 1997), italienische Schauspielerin und Maskenbildnerin
- Campana, Augusto (1906–1995), italienischer Bibliothekar, Kodikologe und Paläograph
- Campana, Domenico (1929–2022), italienischer Filmjournalist, Autor und Regisseur
- Campana, Franco (1954–2017), italienisch-deutscher Fernsehmoderator
- Campana, François Frédéric (1771–1807), italienischer Brigadegeneral
- Campana, Giampietro (1808–1880), italienischer Kunstsammler
- Campaña, José (* 1993), spanischer Fußballspieler
- Campana, José Luis (* 1949), argentinischer Komponist
- Campana, Leonardo (* 2000), ecuadorianischer Fußballspieler
- Campana, Loris (1926–2015), italienischer Bahnradsportler
- Campaña, Martín (* 1989), uruguayischer Fußballspieler
- Campana, Mary Ann (1913–2009), italienisch-amerikanische Fliegerin
- Campaña, Pedro de (* 1503), niederländischer Maler
- Campana, Pierre (* 1985), französischer Rallyefahrer
- Campana, Sergio (* 1986), italienischer Automobilrennfahrer
- Campanacci, Mario (1932–1999), italienischer Tumororthopäde
- Campanari, Secondiano (1805–1855), italienischer Jurist und Archäologe
- Campanella, Alyssa (* 1990), US-amerikanische SchönheitsköniginAlyssa Campanella (* 1990)

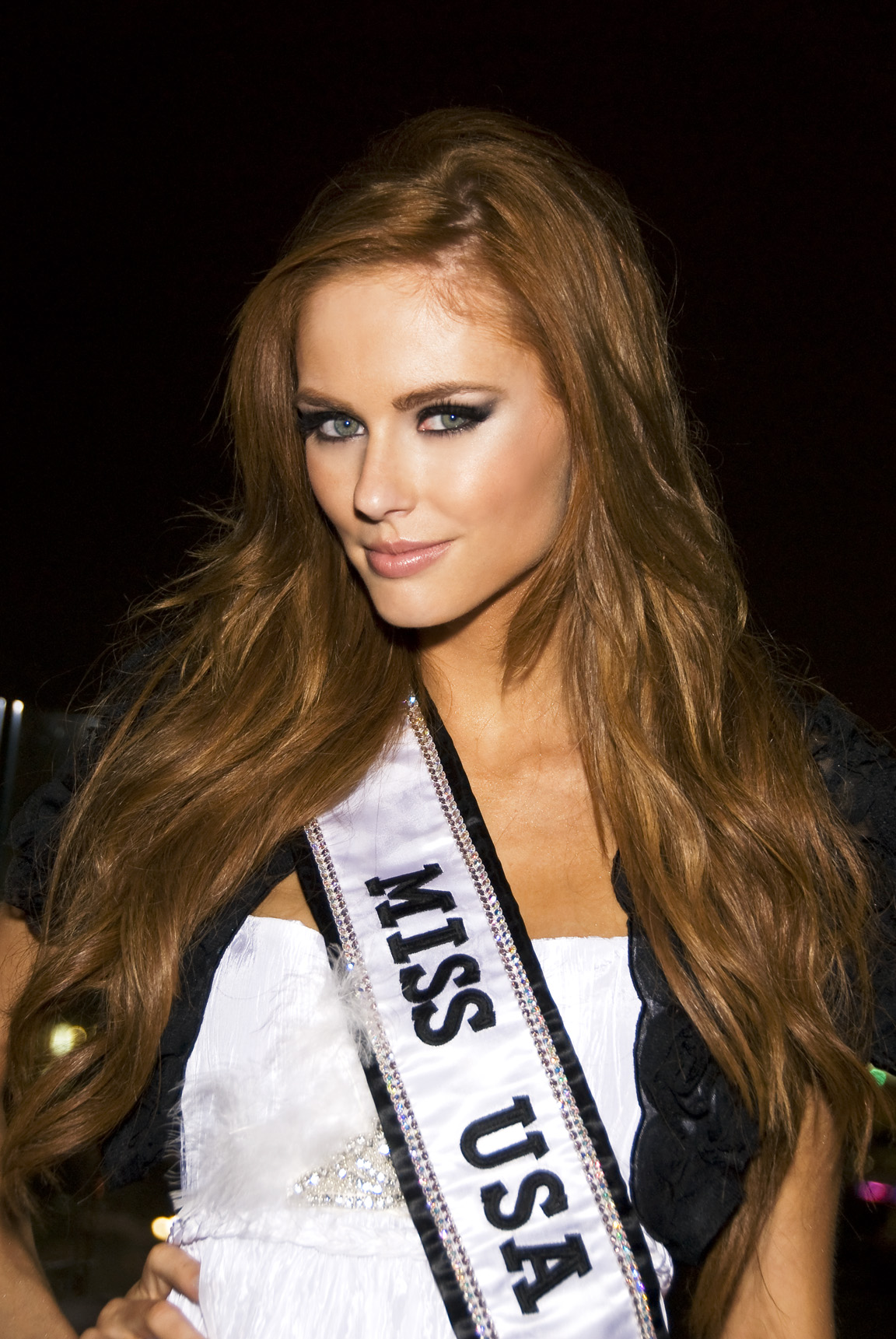
Alyssa Campanella (* 1990)

- Campanella, Fiorella (* 1997), französische Filmschauspielerin
- Campanella, Joseph (1924–2018), US-amerikanischer Schauspieler
- Campanella, Juan José (* 1959), argentinischer Filmregisseur und Drehbuchautor
- Campanella, Marco (* 1992), deutscher Koch
- Campanella, Pierfrancesco (* 1960), italienischer Filmschaffender
- Campanella, Tommaso (1568–1639), italienischer Philosoph, Dominikaner, Theologe, Dichter und UniversalgelehrterTommaso Campanella (1568–1639)

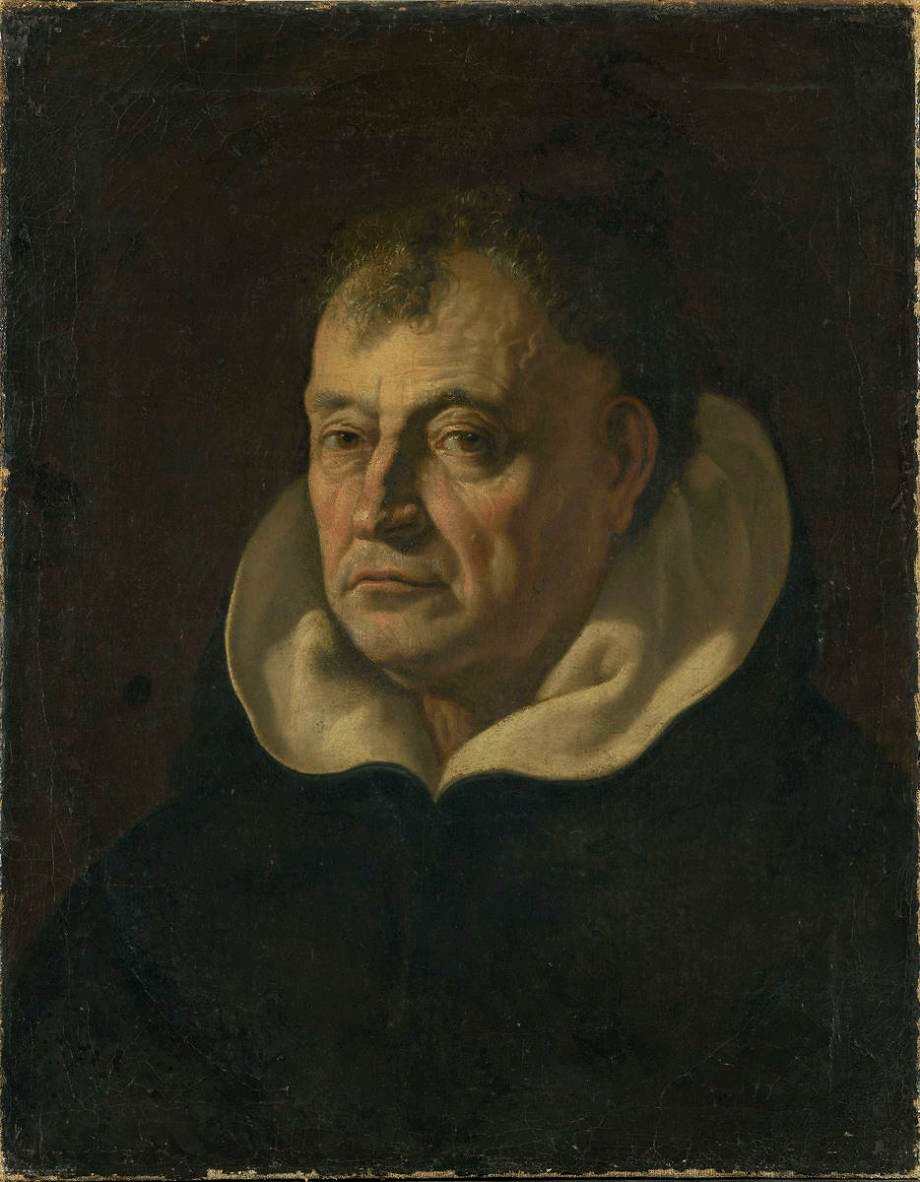
Tommaso Campanella (1568–1639)

- Campanelli, Filippo (1739–1795), italienischer Kardinal der Römischen Kirche
- Campanelli, Theo, italienischer Filmregisseur und Drehbuchautor
- Campaner, Francis (* 1946), französischer Radrennfahrer
- Campani, Giovanni (1820–1891), italienischer Pharmakologe
- Campani, Joseph (1856–1931), Benediktinermönch und Architekt
- Campanianus, spätantiker römischer Heermeister (magister militum) in Italien
- Campanile, Achille (1899–1977), italienischer Journalist und Theaterautor
- Campanili, Gian Gerolamo, italienischer römisch-katholischer Bischof
- Campanini, Barbara (1719–1799), italienische Ballett-Tänzerin
- Campanini, Carlo (1906–1984), italienischer Schauspieler und Sänger
- Campanini, Italo (1845–1896), italienischer Opernsänger (Tenor)
- Campanius Italicus, Publius, römischer Offizier (Kaiserzeit)
- Campanius Marcellus, Marcus, römischer Offizier (Kaiserzeit)
- Campano, Giovanni Antonio (1429–1477), italienischer Humanist und Bischof
- Campanus, antiker römischer Toreut
- Campanus von Novara († 1296), italienischer Geistlicher, Mathematiker, Arzt, Astrologe und Astronom
- Campanus, Johann, Theologe und Täufer
- Campardon, Émile (1834–1915), französischer Historiker, Archivar, insbesondere Musikhistoriker und Musikwissenschaftler
- Campari, Davide (1867–1936), italienischer LikörherstellerDavide Campari (1867–1936)

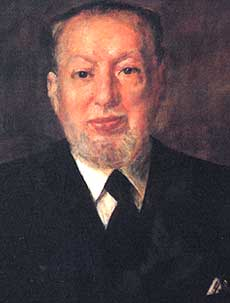
Davide Campari (1867–1936)

- Campari, Gaspare (1828–1882), italienischer Likörhersteller
- Campari, Giuseppe (1892–1933), italienischer Automobilrennfahrer
- Campas, Luis Ramón (* 1971), mexikanischer Boxer
- Campatelli, Aldo (1919–1984), italienischer Fußballspieler und -trainer
- Campaz, Jaminton (* 2000), kolumbianischer Fußballspieler
- Campazzo, Facundo (* 1991), argentinischer Basketballspieler

### Campbel

#### Campbell

##### Campbell B
- Campbell Bannerman, David (* 1960), britischer Politiker (Conservative Party), MdEP
- Campbell Barr, Epsy (* 1963), costa-ricanische Politikerin

##### Campbell O
- Campbell of Breadalbane, William (1863–1944), preußischer Generalmajor

##### Campbell, A – Campbell, W

###### Campbell, A
- Campbell, Adam (* 1980), britischer Schauspieler
- Campbell, Aileen (* 1980), schottische Politikerin
- Campbell, Akil (* 1996), Radsportler aus Trinidad und Tobago
- Campbell, Alan (1904–1963), US-amerikanischer Drehbuchautor
- Campbell, Alan (1919–2007), britischer Diplomat
- Campbell, Alan (* 1957), US-amerikanischer Schauspieler
- Campbell, Alan (* 1983), britischer Ruderer
- Campbell, Alan, Baron Campbell of Alloway (1917–2013), britischer Richter, Politiker und Life Peer
- Campbell, Alastair (* 1957), britischer PolitikberaterAlastair Campbell (* 1957)

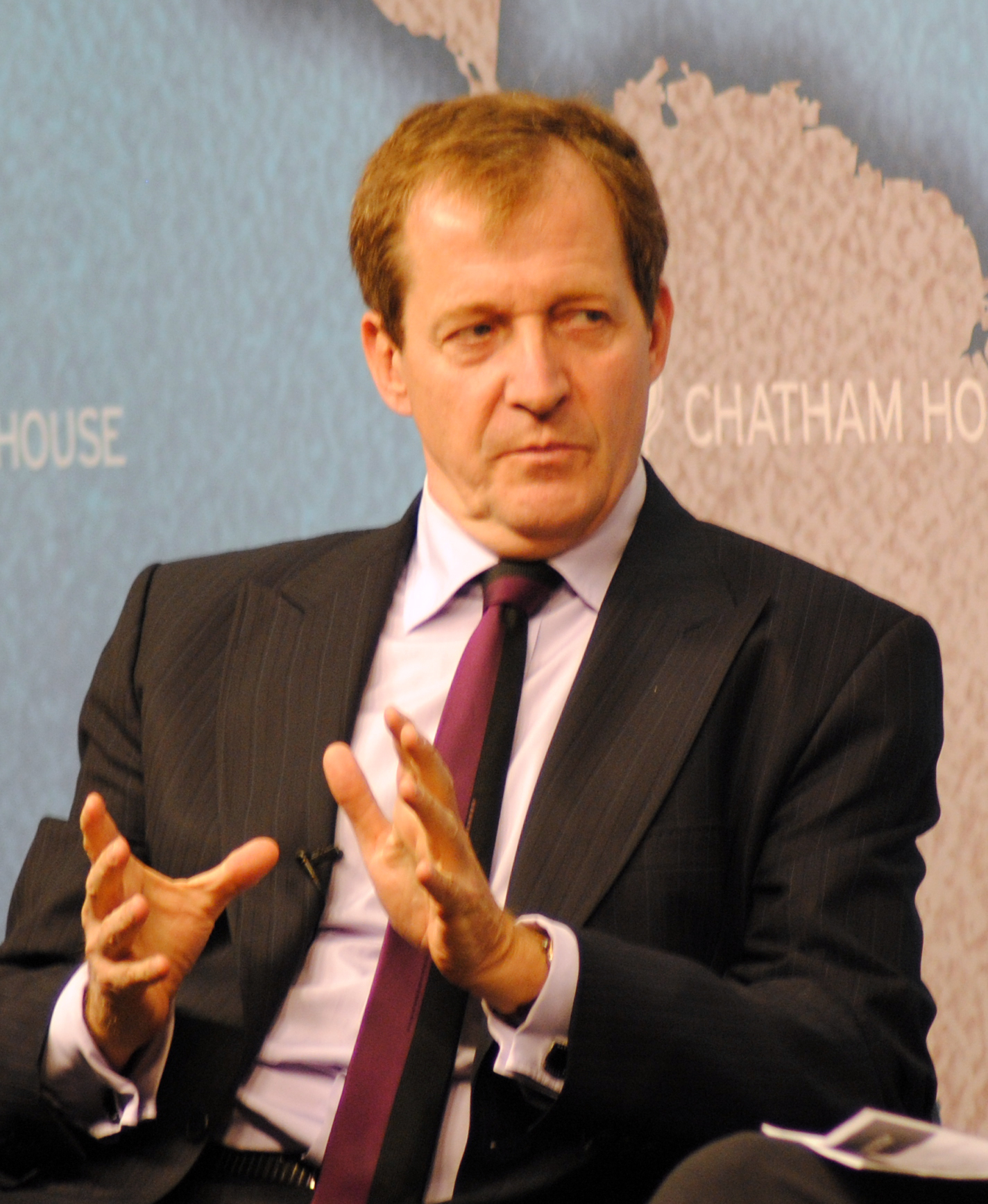
Alastair Campbell (* 1957)

- Campbell, Albert J. (1857–1907), US-amerikanischer Politiker
- Campbell, Alex (1925–1987), schottischer Folksänger
- Campbell, Alexander (1764–1824), schottischer Musiker, Schriftsteller sowie Sammler und Bearbeiter schottischer und englischer Volkslieder
- Campbell, Alexander (1779–1857), US-amerikanischer Politiker
- Campbell, Alexander (1788–1866), amerikanischer Geistlicher und Reformer
- Campbell, Alexander (1814–1898), US-amerikanischer Politiker
- Campbell, Alexander (1822–1892), kanadischer Politiker
- Campbell, Alexander William (1828–1893), Brigadegeneral der Armee der Konföderierten Staaten im Sezessionskrieg
- Campbell, Ali (* 1959), britischer Reggae-MusikerAli Campbell (* 1959)

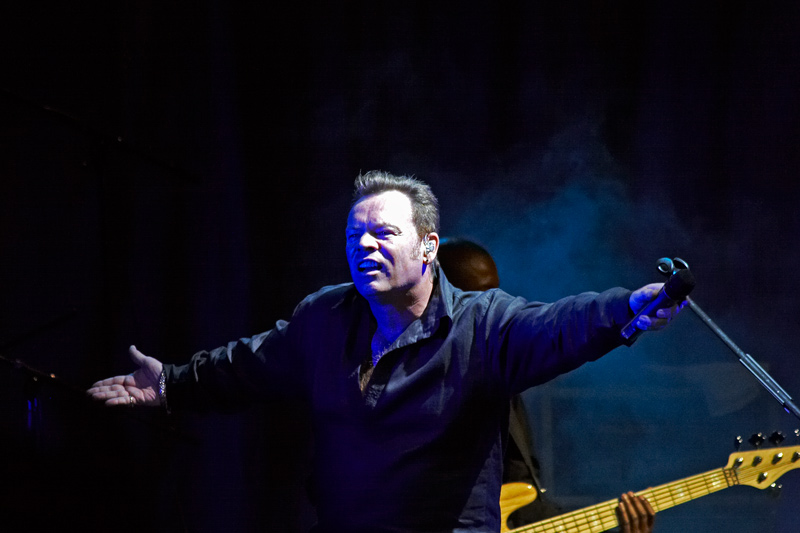
Ali Campbell (* 1959)

- Campbell, Alistair (1925–2009), neuseeländischer Dichter
- Campbell, Alistair (* 1972), simbabwischer Cricketspieler
- Campbell, Allan (* 1998), schottischer Fußballspieler
- Campbell, Allan M. (1929–2018), US-amerikanischer Biologe
- Campbell, Amber (* 1981), US-amerikanische Hammerwerferin
- Campbell, Ambrose (1919–2006), britischer Musiker
- Campbell, Amelia (* 1965), kanadische Schauspielerin
- Campbell, Amelia (* 1994), britische Kugelstoßerin US-amerikanischer Herkunft
- Campbell, Andrew (* 1988), kanadischer Eishockeyspieler und -trainer
- Campbell, Angus (1910–1980), amerikanischer Sozialpsychologe und Wahlforscher
- Campbell, Archibald (1739–1791), britischer Politiker und General; Gouverneur von Georgia, Jamaika und Madras
- Campbell, Archibald (1769–1843), britischer General
- Campbell, Archibald (1779–1856), US-amerikanischer Politiker
- Campbell, Archibald (1874–1955), neuseeländischer Politiker der Labour Party
- Campbell, Archibald, 1. Baron Blythswood (1835–1908), britischer Peer, Politiker und Offizier
- Campbell, Archibald, 1. Marquess of Argyll († 1661), schottischer Adliger und Politiker
- Campbell, Archibald, 3. Duke of Argyll (1682–1761), schottisch-britischer Aristokrat, Richter und Politiker
- Campbell, Archibald, 9. Earl of Argyll (1629–1685), schottischer Adliger und Politiker
- Campbell, Ashley (* 1986), US-amerikanische Country-Sängerin und Songwriterin

###### Campbell, B
- Campbell, Ben Nighthorse (* 1933), US-amerikanischer Politiker
- Campbell, Benedict (* 1957), kanadischer Schauspieler und Synchronsprecher
- Campbell, Bennett (1943–2008), kanadischer Politiker
- Campbell, Bert (1918–2001), Schweizer Jazz- und Unterhaltungsmusiker
- Campbell, Beth (* 1971), amerikanische Künstlerin
- Campbell, Bettina (* 1974), niederländische Pornodarstellerin der 1990er JahreBettina Campbell (* 1974)

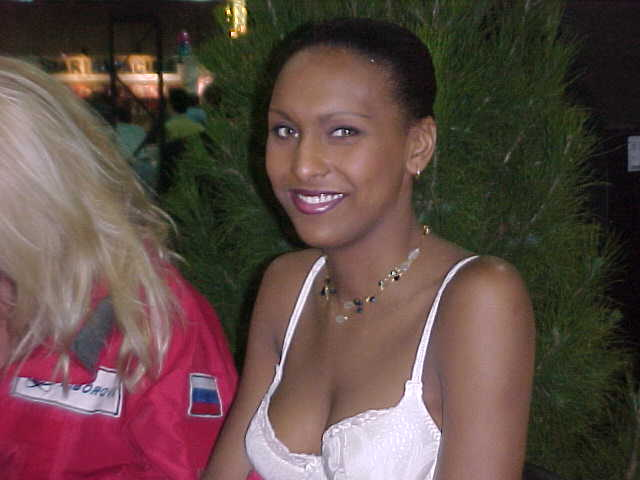
Bettina Campbell (* 1974)

- Campbell, Betty (1934–2017), britische Schulleiterin, Aktivistin und Kommunalpolitikerin
- Campbell, Bill (1920–1974), US-amerikanischer American-Football-Spieler
- Campbell, Bill, US-amerikanischer Jazzpianist
- Campbell, Billy (* 1959), US-amerikanischer Schauspieler
- Campbell, Bobby (1937–2015), englischer Fußballspieler und Fußballtrainer
- Campbell, Bobby (1956–2016), nordirischer Fußballspieler
- Campbell, Boniface (1895–1988), US-amerikanischer Militär, General der US Army
- Campbell, Brian (* 1979), kanadischer Eishockeyspieler und -funktionär
- Campbell, Bronte (* 1994), australische Schwimmerin
- Campbell, Brookins (1808–1853), US-amerikanischer Politiker
- Campbell, Bruce (1912–1993), britischer Ornithologe, Sachbuchautor und Rundfunkpersönlichkeit
- Campbell, Bruce (* 1955), US-amerikanischer Historiker
- Campbell, Bruce (* 1958), US-amerikanischer Schauspieler, Filmproduzent und SchriftstellerBruce Campbell (* 1958)

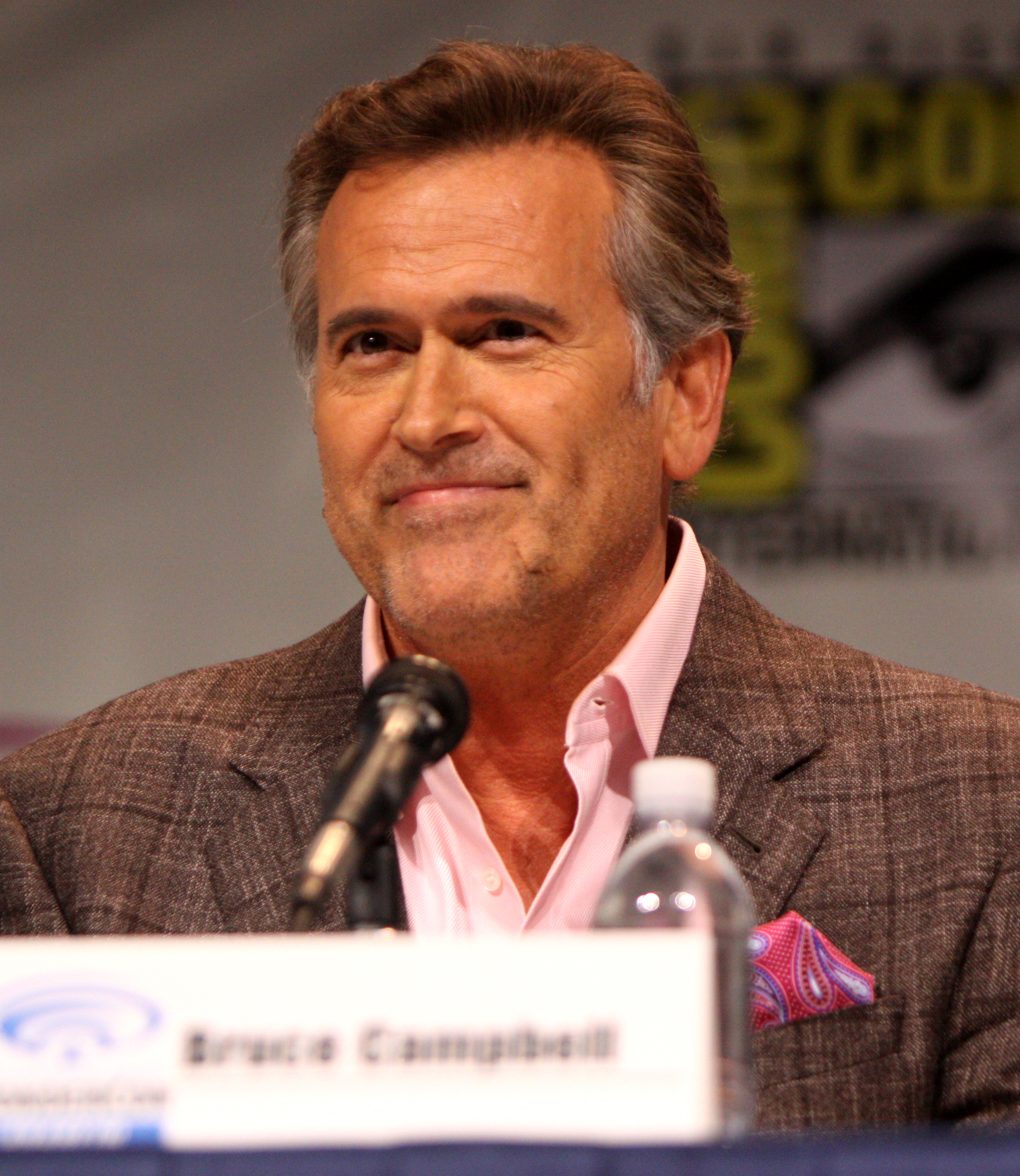
Bruce Campbell (* 1958)

- Campbell, Brun (1884–1952), US-amerikanischer Ragtime-Pianist und Friseur
- Campbell, Bryan (* 1944), kanadischer Eishockeyspieler
- Campbell, Buddy (* 1943), US-amerikanischer Eisschnellläufer

###### Campbell, C
- Campbell, Calais (* 1986), US-amerikanischer American-Football-Spieler
- Campbell, Carla (* 1980), jamaikanisches Model, Fotomodell und Laufstegmodell
- Campbell, Carol (* 1966), deutsche Schauspielerin und Moderatorin
- Campbell, Carole Ann (1944–2010), US-amerikanische Schauspielerin
- Campbell, Carroll Ashmore junior (1940–2005), US-amerikanischer Politiker, Gouverneur des Bundesstaates South Carolina (1987–1995)
- Campbell, Carsen (* 1994), kanadischer Biathlet
- Campbell, Cassie (* 1973), kanadische Eishockeyspielerin und Sportjournalistin
- Campbell, Cate (* 1992), australische FreistilschwimmerinCate Campbell (* 1992)

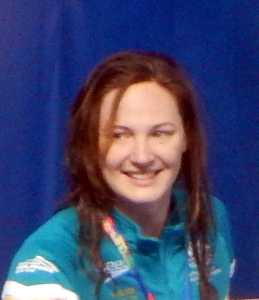
Cate Campbell (* 1992)

- Campbell, Chad (* 1974), US-amerikanischer Golfsportler
- Campbell, Charles († 1741), britischer Militär und Politiker, Abgeordneter des House of Commons
- Campbell, Charles (1854–1927), schottischer Fußballspieler
- Campbell, Charles (1881–1948), britischer Segler
- Campbell, Charles Allieu Matthew (* 1961), sierra-leonischer Geistlicher, Bischof von Bo
- Campbell, Charles C. (1948–2016), US-amerikanischer Offizier, General der US-Army
- Campbell, Charles L. (1930–2013), US-amerikanischer Tontechniker und -ingenieur
- Campbell, Chris, US-amerikanischer Filmproduzent, -regisseur und Drehbuchautor
- Campbell, Christa (* 1972), US-amerikanische Schauspielerin und FilmproduzentinChrista Campbell (* 1972)

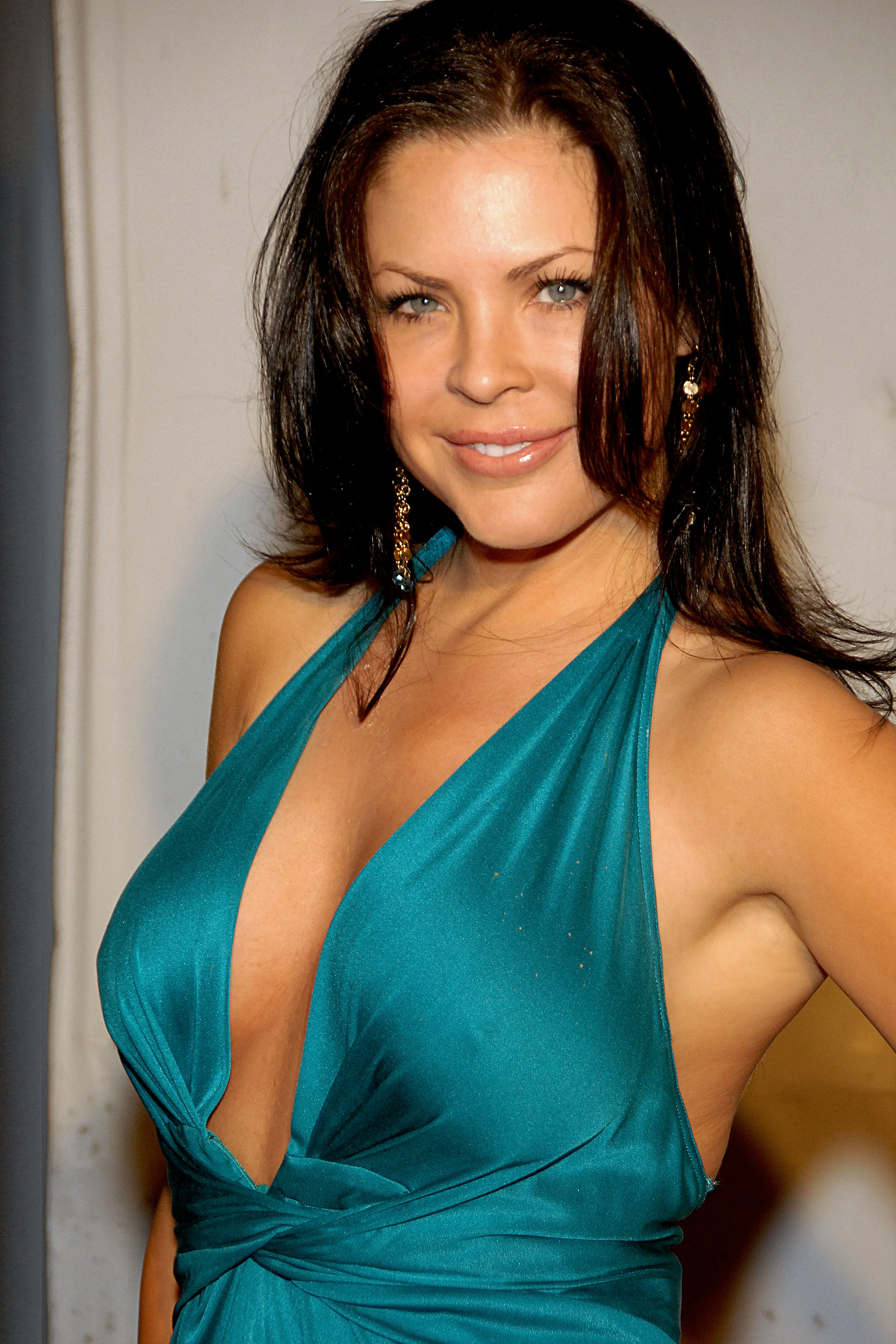
Christa Campbell (* 1972)

- Campbell, Christopher (* 1954), US-amerikanischer Ringer
- Campbell, Christopher (* 1968), französischer Autorennfahrer
- Campbell, Chuck (* 1969), kanadischer Schauspieler
- Campbell, Clarence (1905–1984), kanadischer Sportfunktionär und Präsident der National Hockey League
- Campbell, Clifford (1892–1991), jamaikanischer Politiker, Generalgouverneur von Jamaika
- Campbell, Clifton (* 1967), US-amerikanischer Sprinter
- Campbell, Cody (* 1990), kanadischer Bahn- und Straßenradrennfahrer
- Campbell, Cole (* 2006), US-amerikanisch-isländischer Fußballspieler
- Campbell, Colen (1676–1729), schottischer Architekt
- Campbell, Colin, US-amerikanischer Film- und Theaterregisseur, Drehbuchautor und Filmproduzent
- Campbell, Colin (1859–1928), schottischer Regisseur und Drehbuchautor
- Campbell, Colin (1883–1972), argentinisch-chilenischer Fußballspieler
- Campbell, Colin (1931–2012), kanadischer Geistlicher, emeritierter Bischof von Antigonish
- Campbell, Colin (* 1938), schottischer Politiker und Mitglied der Scottish National Party (SNP)
- Campbell, Colin (1942–2001), kanadischer Videokünstler
- Campbell, Colin (1946–2024), britischer Sprinter, Mittelstreckenläufer und Bobsportler
- Campbell, Colin David (* 1941), neuseeländischer Geistlicher, emeritierter römisch-katholischer Bischof von Dunedin
- Campbell, Colin J. (1931–2022), britischer Geologe
- Campbell, Colin, 1. Baron Clyde (1792–1863), britischer FeldmarschallColin Campbell, 1. Baron Clyde (1792–1863)

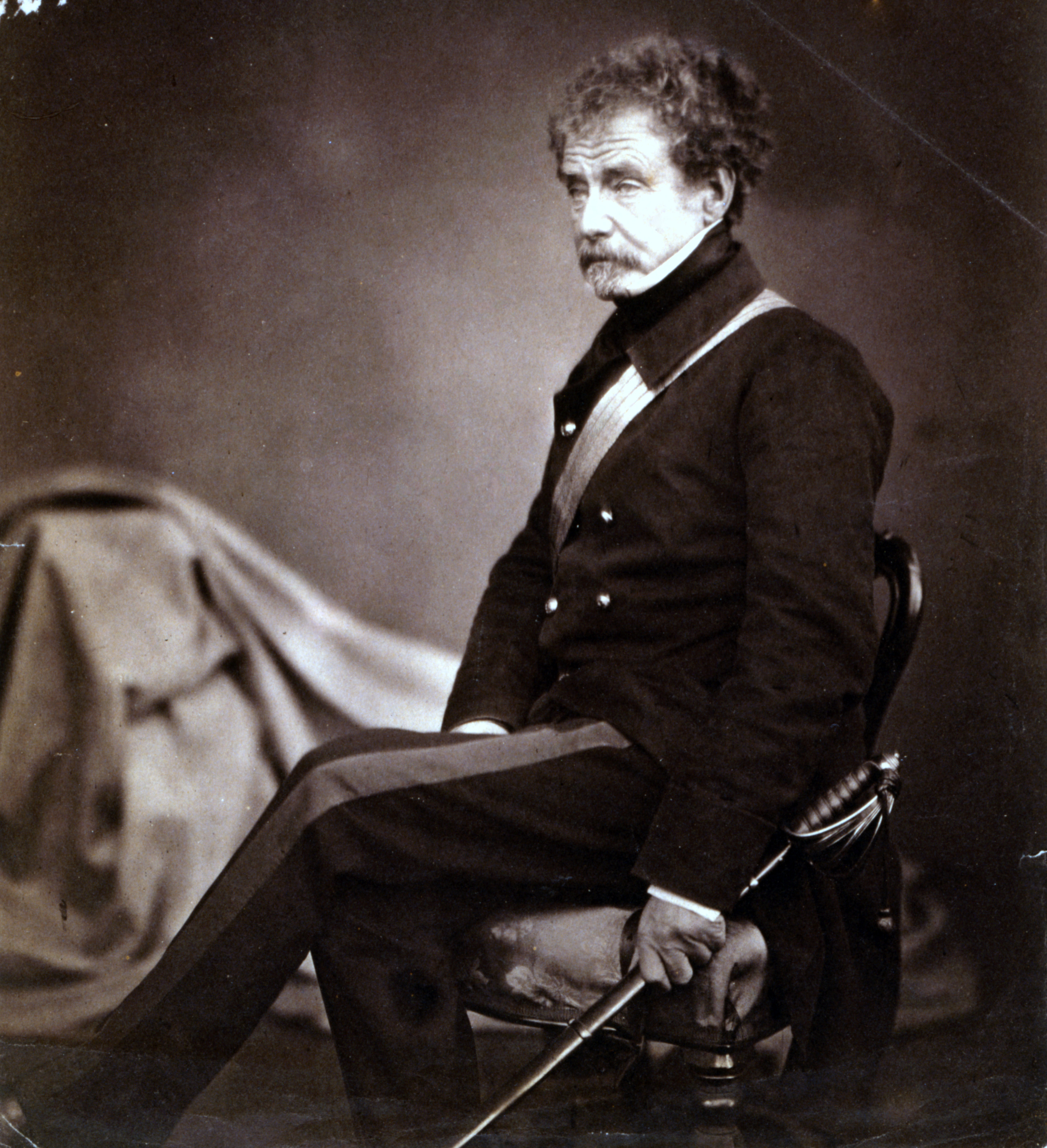
Colin Campbell, 1. Baron Clyde (1792–1863)

- Campbell, Colin, 1. Earl of Argyll († 1493), schottischer Adliger und Politiker
- Campbell, Colleen Carroll, US-amerikanische Moderatorin
- Campbell, Conchita (* 1995), kanadische Schauspielerin
- Campbell, Cora (* 1974), kanadische Wasserballspielerin
- Campbell, Courtney W. (1895–1971), US-amerikanischer Politiker
- Campbell, Craig (1878–1965), kanadischer Sänger (Tenor)
- Campbell, Craig (* 1952), US-amerikanischer Politiker

###### Campbell, D
- Campbell, D. J. (* 1981), englischer Fußballspieler
- Campbell, Daisy (* 2003), britische Schauspielerin
- Campbell, Dan (* 1976), US-amerikanischer American-Football-Spieler und -Trainer
- Campbell, Dan (* 1978), US-amerikanischer Biathlet
- Campbell, Danielle (* 1995), US-amerikanische SchauspielerinDanielle Campbell (* 1995)

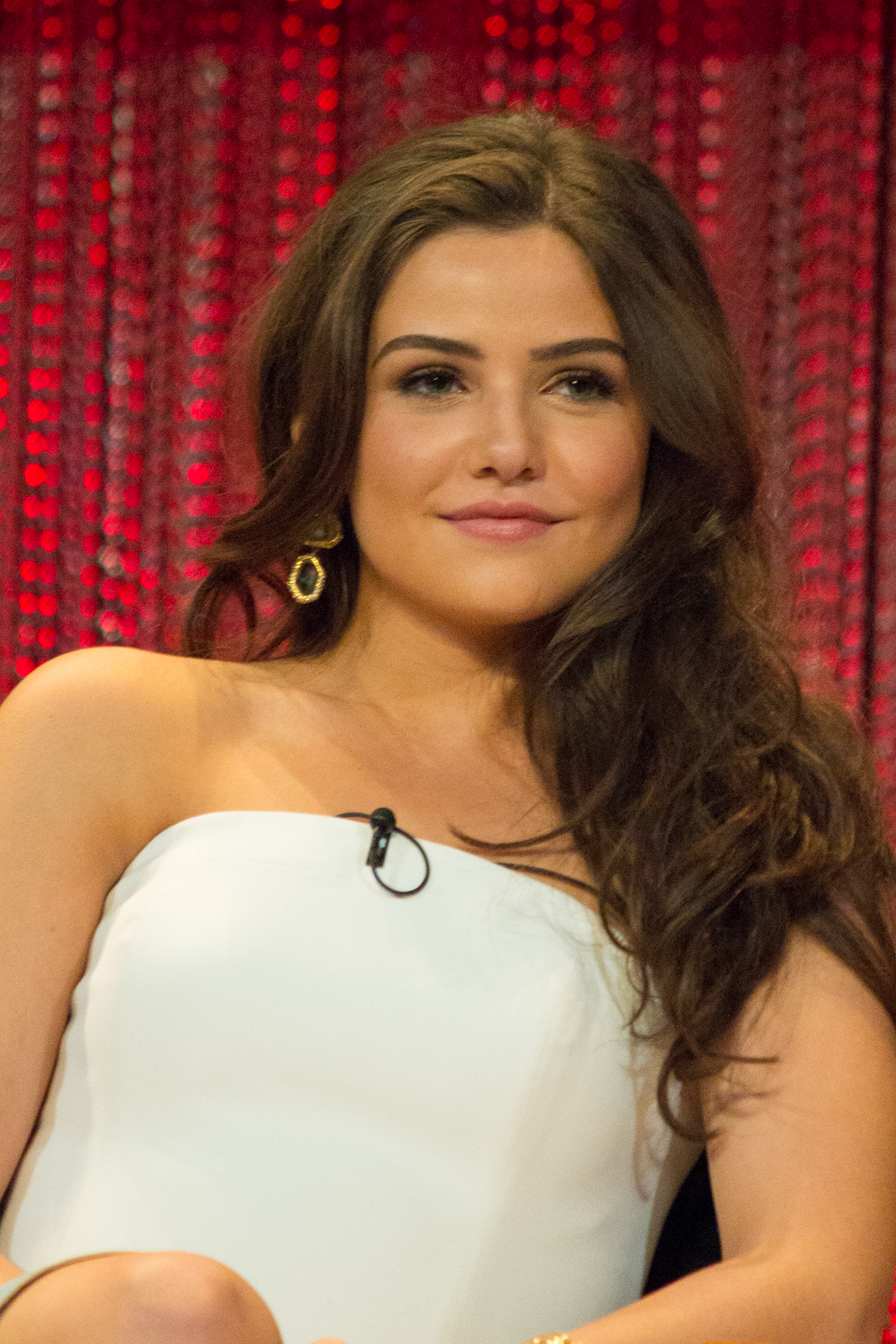
Danielle Campbell (* 1995)

- Campbell, Darcy (* 1984), kanadischer Eishockeyspieler
- Campbell, Darren (* 1973), britischer Sprinter
- Campbell, Daryl (1924–2011), US-amerikanischer Jazzmusiker (Trompete)
- Campbell, David, US-amerikanischer Schauspieler
- Campbell, David (1779–1859), US-amerikanischer Politiker
- Campbell, David (1869–1936), britischer Offizier, Gouverneur von Malta
- Campbell, David (1889–1978), schottischer Arzt und Pharmakologe
- Campbell, David (* 1944), US-amerikanischer Physiker
- Campbell, David (* 1957), australischer Politiker, Mitglied der Legislativversammlung und Minister von New South Wales
- Campbell, David (* 1959), kanadischer Komponist, Arrangeur und Gitarrist
- Campbell, David (* 1965), nordirischer Fußballspieler
- Campbell, David E., US-amerikanischer Tontechniker
- Campbell, Dean (* 2001), schottischer Fußballspieler
- Campbell, Dean R. (1928–2017), US-amerikanischer Soldat, Begründer des Weltlinkshändertages
- Campbell, De’Vondre (* 1993), US-amerikanischer American-Football-Spieler
- Campbell, Don G. (1946–2012), US-amerikanischer Pianist, Organist, Musikpädagoge und -wissenschaftler
- Campbell, Donald (1830–1871), US-amerikanischer Politiker
- Campbell, Donald (1921–1967), britischer Geschwindigkeitsweltrekordler
- Campbell, Donald (1926–2017), US-amerikanischer Sprinter
- Campbell, Donald M. (* 1955), US-amerikanischer General
- Campbell, Donald T. (1916–1996), US-amerikanischer Psychologe
- Campbell, Donald, 6. Baron Stratheden (1934–2011), britischer Politiker
- Campbell, Dorothy (1883–1945), britische Golferin
- Campbell, Douglas Houghton (1859–1953), US-amerikanischer Botaniker
- Campbell, Douglas Lloyd (1895–1995), kanadischer Politiker
- Campbell, Duncan (1726–1803), britischer Wirtschaftstreibender, Reeder, Plantagenbesitzer
- Campbell, Duncan (* 1952), britischer investigativer Journalist
- Campbell, Duncan (* 1966), schottischer Snookerspieler
- Campbell, Duncan (* 1972), irischer Videokünstler
- Campbell, Duncan (* 1997), neuseeländischer Snowboarder
- Campbell, Duncan, 1. Lord Campbell († 1453), schottischer Adliger und Politiker

###### Campbell, E
- Campbell, Eamonn (1946–2017), irischer Folk-Musiker
- Campbell, Earl (* 1955), US-amerikanischer American-Football-Spieler
- Campbell, Ed H. (1882–1969), US-amerikanischer Politiker
- Campbell, Eddie (* 1955), schottischer Zeichner und Autor
- Campbell, Eddie C. (1939–2018), US-amerikanischer Bluesmusiker
- Campbell, Eileen (* 2000), britisch-österreichische FußballspielerinEileen Campbell (* 2000)

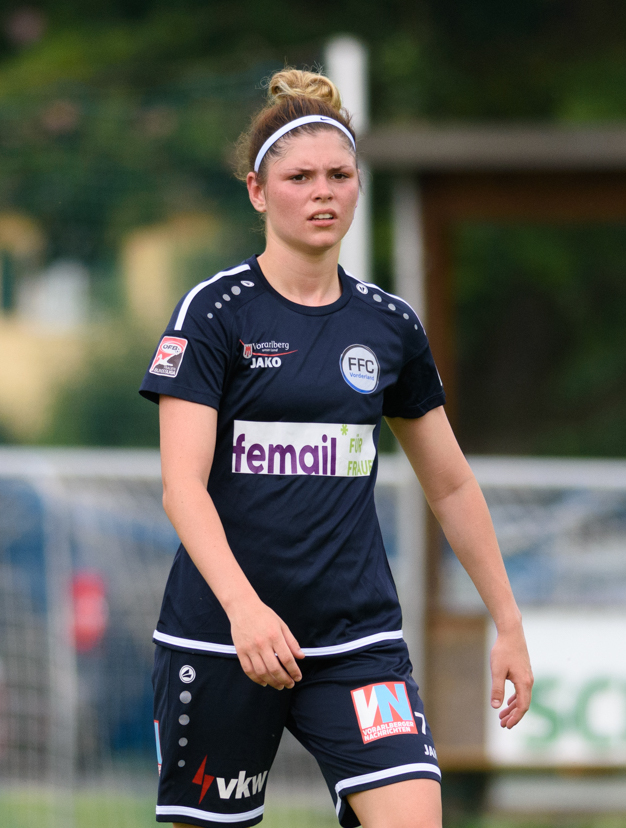
Eileen Campbell (* 2000)

- Campbell, Eleanor (* 1960), britische Chemikerin und Vorsitzende des Lehrstuhls für Chemie an der Universität Edinburgh
- Campbell, Elizabeth, 1. Baroness Hamilton of Hameldon (1733–1790), britische Aristokratin, Oberhofdame der Queen Consort Charlotte
- Campbell, Ella (1910–2003), neuseeländische Botanikerin und Bryologin
- Campbell, Emily (* 1994), britische Gewichtheberin
- Campbell, Enid (1932–2010), australische Rechtswissenschaftlerin
- Campbell, Erasmus D. (1811–1873), US-amerikanischer Politiker
- Campbell, Eric (1880–1917), britischer Schauspieler
- Campbell, Erica (* 1972), US-amerikanische Gospelsängerin
- Campbell, Erica (* 1981), US-amerikanisches Nacktmodell und PornodarstellerinErica Campbell (* 1981)

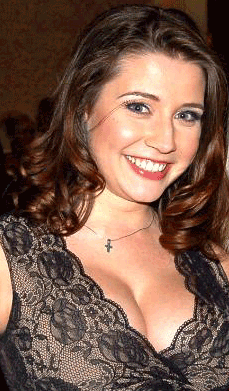
Erica Campbell (* 1981)

- Campbell, Ethna († 2011), britische Sängerin
- Campbell, Eugene (1932–2013), US-amerikanischer Eishockeyspieler

###### Campbell, F
- Campbell, Felix (1829–1902), US-amerikanischer Politiker
- Campbell, Floyd (1901–1993), US-amerikanischer Jazzmusiker (Schlagzeug, Gesang) und Bandleader
- Campbell, Folarin (* 1986), US-amerikanischer Basketballspieler
- Campbell, Fraizer (* 1987), englischer Fußballspieler
- Campbell, Frank (1858–1924), US-amerikanischer Bankier und Politiker
- Campbell, Frank T. (1836–1907), US-amerikanischer Politiker
- Campbell, Frankie (1904–1930), italienisch-US-amerikanischer Boxsportler
- Campbell, Frazelia (1849–1930), afroamerikanische Althistorikerin und Lehrerin
- Campbell, Frederick Francis (* 1943), US-amerikanischer Geistlicher, emeritierter römisch-katholischer Bischof von Columbus

###### Campbell, G
- Campbell, G. Smokey, US-amerikanischer Schauspieler
- Campbell, Gene, US-amerikanischer Sänger, Songwriter und Gitarrist des Texas Blues
- Campbell, George (1719–1796), schottischer Philosoph
- Campbell, George (1878–1972), kanadischer Lacrossespieler
- Campbell, George (* 2001), US-amerikanischer Fußballspieler
- Campbell, George Ashley (1870–1954), amerikanischer Physiker
- Campbell, George T. R. (1910–1993), schottischer Schiffbauingenieur
- Campbell, George W. (1769–1848), US-amerikanischer Politiker (Demokratisch-Republikanische Partei)
- Campbell, George, 6. Duke of Argyll (1768–1839), britischer Peer und Politiker
- Campbell, George, 8. Duke of Argyll (1823–1900), britischer Adliger und Politiker
- Campbell, Georgina (* 1992), britische Schauspielerin
- Campbell, Glen (1936–2017), US-amerikanischer Country-SängerGlen Campbell (1936–2017)

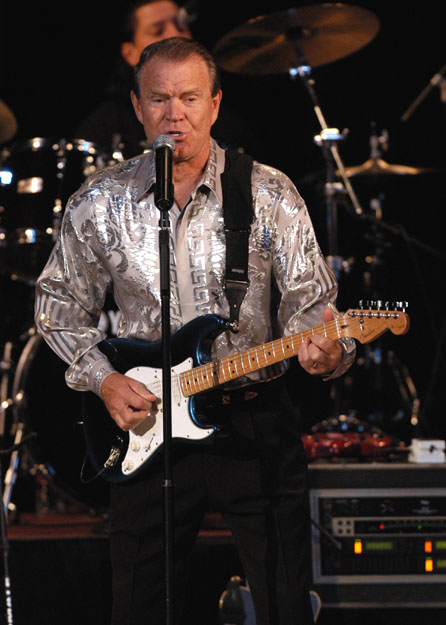
Glen Campbell (1936–2017)

- Campbell, Glenn (1956–2024), US-amerikanischer Filmregisseur, Filmproduzent, Drehbuchautor, Filmschauspieler und Visual Effects Supervisor
- Campbell, Gordon (1886–1953), britischer Offizier der Royal Navy
- Campbell, Gordon (* 1948), kanadischer Politiker und Stadtplaner
- Campbell, Gordon, Baron Campbell of Croy (1921–2005), britischer Politiker, Mitglied des House of Commons
- Campbell, Gregory (* 1983), kanadischer Eishockeyspieler und -trainer
- Campbell, Guy Edgar (1871–1940), US-amerikanischer Politiker
- Campbell, Guy, 1. Baronet (1786–1849), britischer Adliger und Offizier

###### Campbell, H
- Campbell, Hamilton († 1863), amerikanischer Fotograf
- Campbell, Hamish (* 1953), neuseeländischer Geologe
- Campbell, Herbert James (1925–1983), britischer Science-Fiction-Autor
- Campbell, Howard E. (1890–1971), US-amerikanischer Politiker
- Campbell, Humphrey (1958–2024), niederländischer Sänger und Musikproduzent

###### Campbell, I
- Campbell, Iain (1941–2014), schottischer Biochemiker und Biophysiker
- Campbell, Ian (1926–2007), schottischer Politiker
- Campbell, Ian (* 1957), australischer Dreispringer
- Campbell, Ian, 11. Duke of Argyll (1903–1973), schottischer Peer
- Campbell, Ian, 12. Duke of Argyll (1937–2001), schottischer Peer
- Campbell, Isobel (* 1976), britische SängerinIsobel Campbell (* 1976)

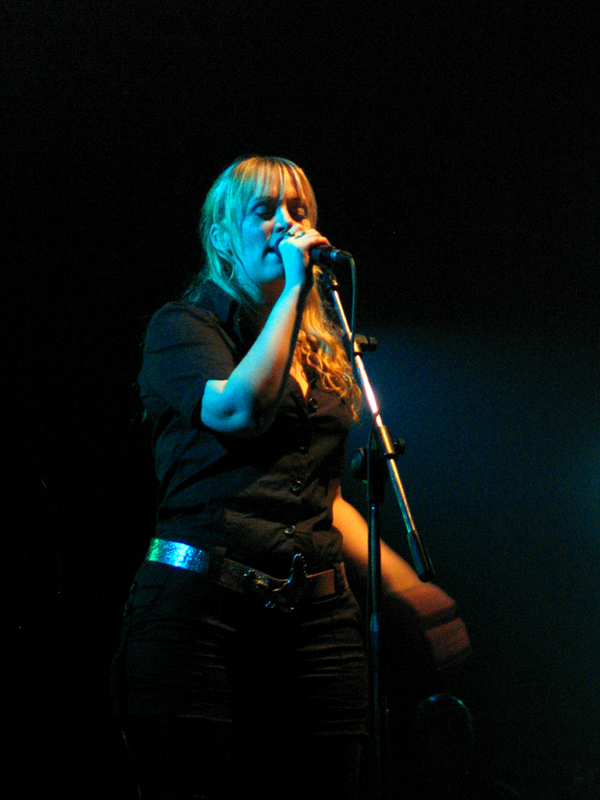
Isobel Campbell (* 1976)

###### Campbell, J
- Campbell, Jack (* 1992), US-amerikanischer Eishockeytorwart
- Campbell, Jack M. (1916–1999), US-amerikanischer Politiker
- Campbell, Jacob Miller (1821–1888), US-amerikanischer Politiker
- Campbell, James (1812–1893), US-amerikanischer Politiker
- Campbell, James E. (1843–1924), US-amerikanischer Politiker
- Campbell, James Hepburn (1820–1895), US-amerikanischer Politiker
- Campbell, James L. (* 1949), US-amerikanischer Offizier, Generalleutnant der US-Army
- Campbell, James R. (1853–1924), US-amerikanischer Politiker
- Campbell, James, 1. Baron Glenavy (1851–1931), britisch-irischer Rechtsanwalt und Politiker
- Campbell, Jane (* 1942), britische Schriftstellerin
- Campbell, Jane (* 1995), US-amerikanische Fußballtorhüterin
- Campbell, Jane, Baroness Campbell of Surbiton (* 1959), britische Politikerin, Life Peeress und Behindertenrechtlerin
- Campbell, Jasmine (* 1991), US-amerikanische Skisportlerin
- Campbell, Jeff (* 1962), US-amerikanischer Wasserballspieler
- Campbell, Jessica (1982–2020), US-amerikanische Schauspielerin
- Campbell, Jim (* 1973), US-amerikanischer Eishockeyspieler
- Campbell, Jimmy (1944–2007), englischer Musiker
- Campbell, Jo Ann (* 1938), US-amerikanische Rock-’n’-Roll-Sängerin
- Campbell, Joan (1929–2013), deutsch-amerikanische Historikerin mit Schwerpunkt auf der neueren europäischen Geschichte
- Campbell, Jock, Baron Campbell of Eskan (1912–1994), britischer Unternehmer und Sozialreformer
- Campbell, Jody (* 1960), US-amerikanischer Wasserballspieler
- Campbell, Joel (* 1992), costa-ricanischer Fußballspieler
- Campbell, Johan Georg Bøhmer (1835–1871), norwegischer Landschaftsmaler der Düsseldorfer Schule
- Campbell, John (1765–1828), US-amerikanischer Politiker
- Campbell, John († 1866), US-amerikanischer Regierungsbeamter
- Campbell, John (1795–1845), US-amerikanischer Politiker
- Campbell, John (1952–1993), US-amerikanischer Bluesgitarrist, Sänger und Songwriter
- Campbell, John (* 1953), australischer Snookerspieler
- Campbell, John (* 1955), US-amerikanischer Jazzpianist
- Campbell, John (* 1962), US-amerikanischer Skisportler
- Campbell, John Alan (1899–1939), britischer Ruderer
- Campbell, John Allen (1835–1880), US-amerikanischer Politiker
- Campbell, John Archibald (1811–1889), US-amerikanischer Jurist und demokratischer Politiker
- Campbell, John B. T. (* 1955), US-amerikanischer Politiker
- Campbell, John Creighton (* 1941), US-amerikanischer Japanologe und Literaturwissenschaftler
- Campbell, John Edward (1862–1924), englischer Mathematiker
- Campbell, John F. (* 1957), US-amerikanischer General (US Army); Vice Chief of Staff of the Army, Befehlshaber ISAF/Resolute Support und USFOR-A
- Campbell, John G. (1827–1903), US-amerikanischer Politiker
- Campbell, John H. F. (* 1936), irischer Diplomat
- Campbell, John Hull (1800–1868), US-amerikanischer Politiker
- Campbell, John Logan (1817–1912), schottisch-neuseeländischer Arzt, Händler, Unternehmer, Politiker und Mitbegründer der Auckland Savings Bank
- Campbell, John P. (1820–1888), US-amerikanischer Politiker
- Campbell, John Ramsey (* 1946), britischer Autor, der dem Genre horror fiction zuzuordnen ist
- Campbell, John W. (1910–1971), US-amerikanischer Science-Fiction-Schriftsteller und -HerausgeberJohn W. Campbell (1910–1971)

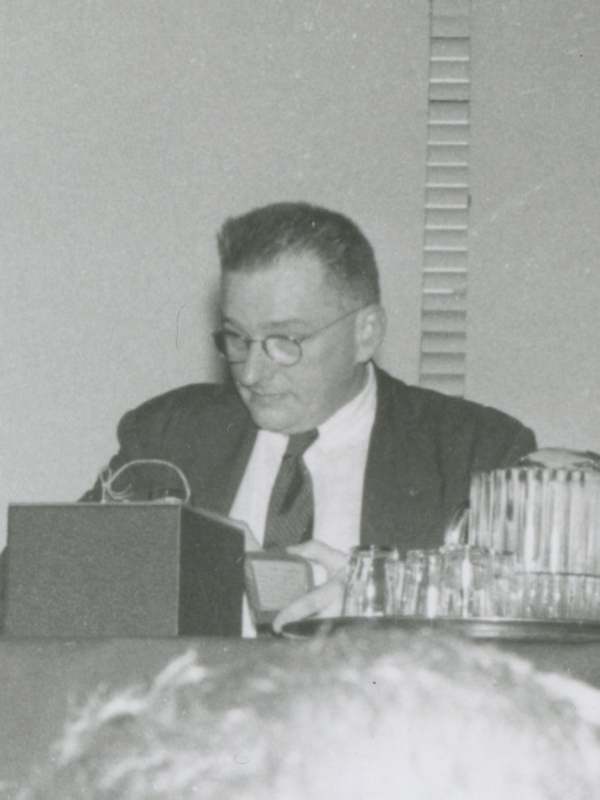
John W. Campbell (1910–1971)

- Campbell, John Wilson (1782–1833), US-amerikanischer Jurist und Politiker
- Campbell, John Y. (* 1958), britisch-amerikanischer Ökonom und Hochschullehrer
- Campbell, John, 1. Baron Campbell (1779–1861), britischer Politiker, Mitglied des House of Commons und Jurist
- Campbell, John, 1. Earl Cawdor (1790–1860), britischer Peer und Politiker
- Campbell, John, 1. Earl of Atholl († 1333), schottischer Adliger
- Campbell, John, 1. Earl of Loudoun (1598–1663), schottischer Politiker und Covenanter
- Campbell, John, 1. Marquess of Breadalbane (1762–1834), britischer Peer, Politiker und Offizier
- Campbell, John, 2. Baronet (1799–1870), britischer Botschafter
- Campbell, John, 2. Baronet (1807–1855), britischer Generalmajor
- Campbell, John, 2. Duke of Argyll (1680–1743), Mitglied des britischen Hochadels
- Campbell, John, 4. Duke of Argyll († 1770), schottischer Adliger, General und Politiker
- Campbell, John, 4. Earl of Loudoun (1705–1782), britischer Peer, Politiker und General
- Campbell, John, 7. Duke of Argyll (1777–1847), britischer Peer und Politiker
- Campbell, John, 9. Duke of Argyll (1845–1914), britischer Aristokrat und Generalgouverneur von KanadaJohn Campbell, 9. Duke of Argyll (1845–1914)

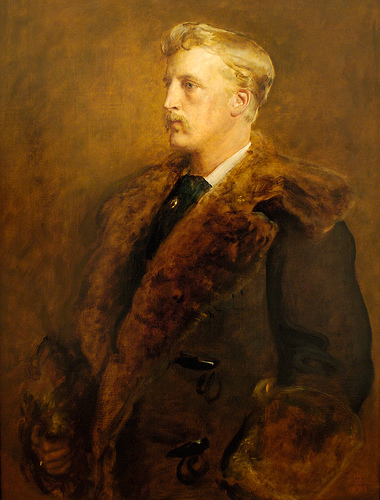
John Campbell, 9. Duke of Argyll (1845–1914)

- Campbell, Johnny (1869–1906), schottischer Fußballspieler
- Campbell, Johnny (1872–1947), schottischer Fußballspieler
- Campbell, Johnston B. (1868–1953), amerikanischer Jurist und Mitglied der Interstate Commerce Commission (1921–1930)
- Campbell, Jonathan A. (* 1947), US-amerikanischer Herpetologe
- Campbell, Joseph (1904–1987), US-amerikanischer Mythenforscher, Professor und Autor
- Campbell, Josh (* 2000), schottischer Fußballspieler
- Campbell, Josiah Abigail Patterson (1830–1917), US-amerikanischer Politiker
- Campbell, Judy (1916–2004), britische Bühnen-, Film- und FernsehschauspielerinJudy Campbell (1916–2004)

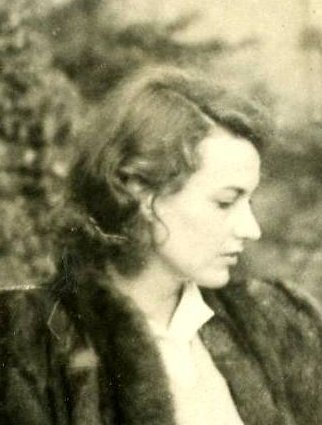
Judy Campbell (1916–2004)

- Campbell, Julia (* 1962), US-amerikanische Schauspielerin
- Campbell, Juliet (* 1970), jamaikanische Leichtathletin

###### Campbell, K
- Campbell, Kareem (* 1973), US-amerikanischer Skateboarder
- Campbell, Keith (1931–1958), australischer Motorradrennfahrer
- Campbell, Keith (1954–2012), britischer Biologe
- Campbell, Ken (1941–2008), britischer Schauspieler und Theaterregisseur
- Campbell, Ken Hudson (* 1962), US-amerikanischer Schauspieler und Synchronsprecher
- Campbell, Kenny (1892–1977), schottischer Fußballtorwart
- Campbell, Kevin (1970–2024), englischer Fußballspieler
- Campbell, Kevin P. (* 1952), US-amerikanischer Physiologe, Biophysiker und Neurowissenschaftler
- Campbell, Kim (* 1947), kanadische Politikerin
- Campbell, Kurt M. (* 1957), US-amerikanischer Regierungsbeamter und Politikwissenschaftler

###### Campbell, L
- Campbell, Lady Colin (* 1949), britische Autorin
- Campbell, Larry (* 1948), kanadischer Politiker und ehemaliger Polizist
- Campbell, Larry (* 1955), US-amerikanischer Folk- und Country-Musiker und Produzent
- Campbell, Larry Joe (* 1970), US-amerikanischer SchauspielerLarry Joe Campbell (* 1970)

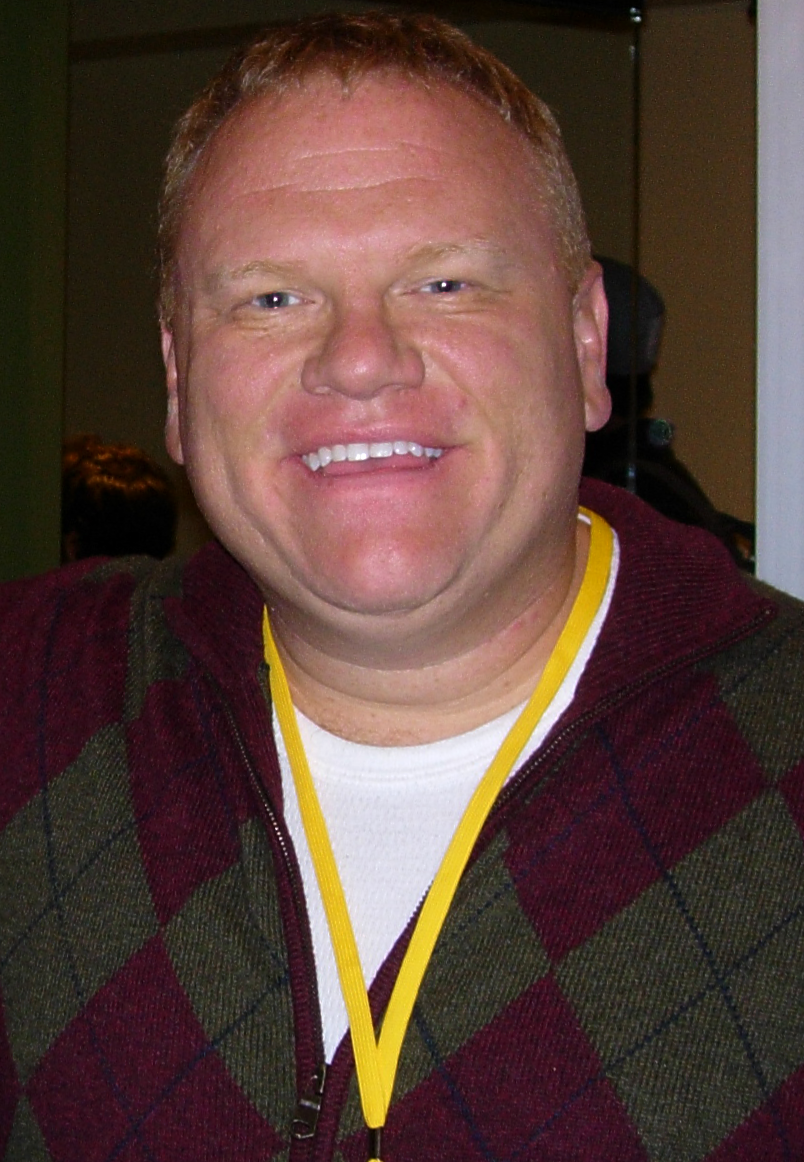
Larry Joe Campbell (* 1970)

- Campbell, Leon (1881–1951), US-amerikanischer Astronom
- Campbell, Levin H. (* 1927), US-amerikanischer Jurist
- Campbell, Lewis D. (1811–1882), US-amerikanischer Politiker
- Campbell, Lisa Jayne (* 1968), australische Badmintonspielerin
- Campbell, Logan (* 1986), neuseeländischer Taekwondoin
- Campbell, Louis (* 1979), US-amerikanischer Basketballspieler
- Campbell, Lucy (1873–1944), US-amerikanisch-österreichische Cellistin und Kammermusikerin
- Campbell, Luenell (* 1959), US-amerikanische Schauspielerin
- Campbell, Luke (* 1987), englischer Boxer
- Campbell, Luke (* 1994), deutsch-amerikanischer Leichtathlet
- Campbell, Lyle (* 1942), US-amerikanischer Linguist

###### Campbell, M
- Campbell, Maia (* 1998), Leichtathletin von den amerikanischen Jungferninseln
- Campbell, Malcolm (1885–1948), englischer Automobilrennfahrer und Motorsportjournalist
- Campbell, Malcolm (* 1943), britischer Altphilologe
- Campbell, Malcolm, Filmeditor
- Campbell, Marcus (* 1951), neuseeländischer Autor, Maler und bildender Künstler
- Campbell, Marcus (* 1972), schottischer Snookerspieler
- Campbell, Margaret, Duchess of Argyll (1912–1993), britische Gesellschaftsdame
- Campbell, Maria (* 1940), kanadische Autorin und Regisseurin
- Campbell, Martin (* 1943), neuseeländischer Filmregisseur und -produzentMartin Campbell (* 1943)

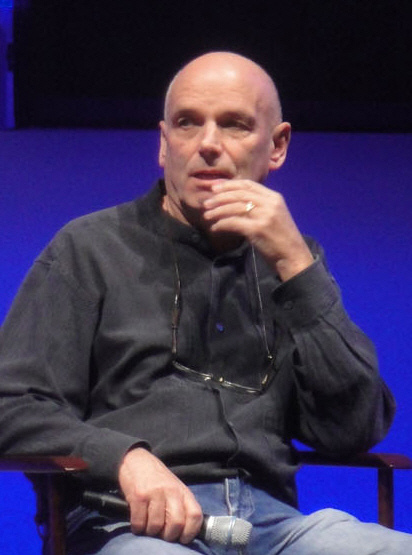
Martin Campbell (* 1943)

- Campbell, Martin (* 1990), schottischer Badmintonspieler
- Campbell, Mary Katherine (1906–1990), US-amerikanische Schönheitskönigin (Miss America 1922 und 1923)
- Campbell, Matt (* 1989), kanadischer Dartspieler
- Campbell, Matt (* 1995), australischer Autorennfahrer
- Campbell, Megan (* 1993), irische Fußballnationalspielerin
- Campbell, Menzies (* 1941), schottischer Abgeordneter des britischen Unterhauses und Vorsitzender der Liberal Democrats
- Campbell, Micah (* 2007), grenadischer Leichtathlet
- Campbell, Michael (* 1941), nordirischer Geistlicher, emeritierter römisch-katholischer Bischof von Lancaster
- Campbell, Michael (* 1969), neuseeländischer Golfer
- Campbell, Michael (* 1978), jamaikanischer Sprinter
- Campbell, Mikayla Soo-ni (* 1990), US-amerikanische Schauspielerin, Filmproduzentin und Drehbuchautorin
- Campbell, Mike (* 1943), britischer Hochspringer
- Campbell, Mike (* 1950), US-amerikanischer Musiker
- Campbell, Milt (1933–2012), US-amerikanischer Leichtathlet, American- und Canadian-Football-Spieler
- Campbell, Milton (* 1976), US-amerikanischer Sprinter
- Campbell, Morgan Taylor (* 1995), kanadische Schauspielerin
- Campbell, Mrs. Patrick (1865–1940), britische Schauspielerin
- Campbell, Murray (* 1957), kanadischer Informatiker und Computerschachpionier

###### Campbell, N
- Campbell, Naomi (* 1970), britisches FotomodellNaomi Campbell (* 1970)

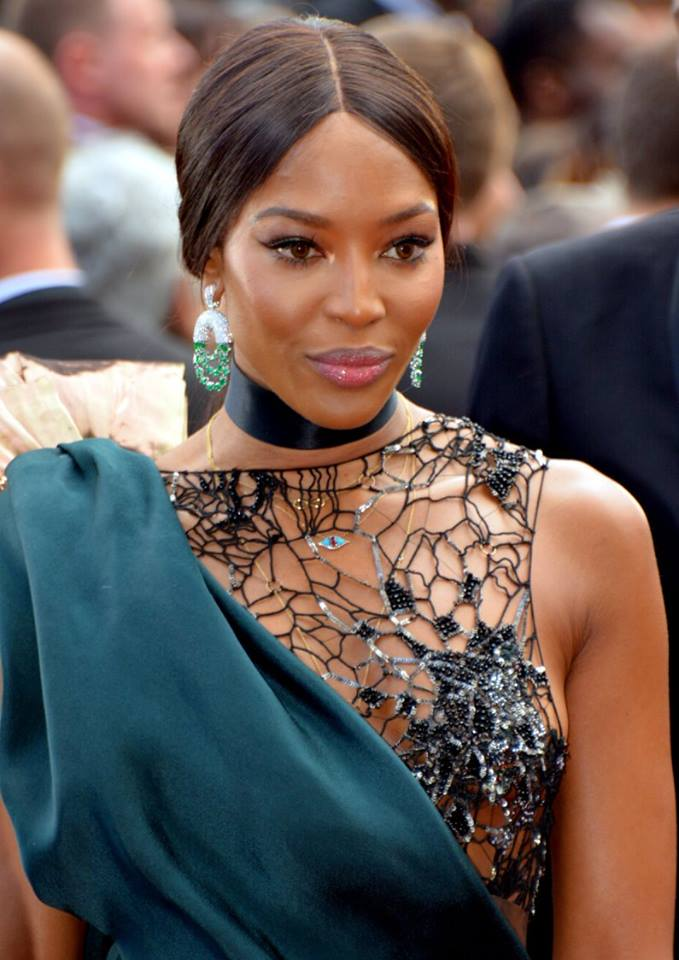
Naomi Campbell (* 1970)

- Campbell, Nate (* 1972), US-amerikanischer Boxer
- Campbell, Neil, schottischer Adliger
- Campbell, Neil (1776–1827), Offizier der britischen Armee
- Campbell, Neil A. (1946–2004), US-amerikanischer Biologe
- Campbell, Nell (* 1953), australische Schauspielerin und Sängerin
- Campbell, Neve (* 1973), kanadische Film- und FernsehschauspielerinNeve Campbell (* 1973)

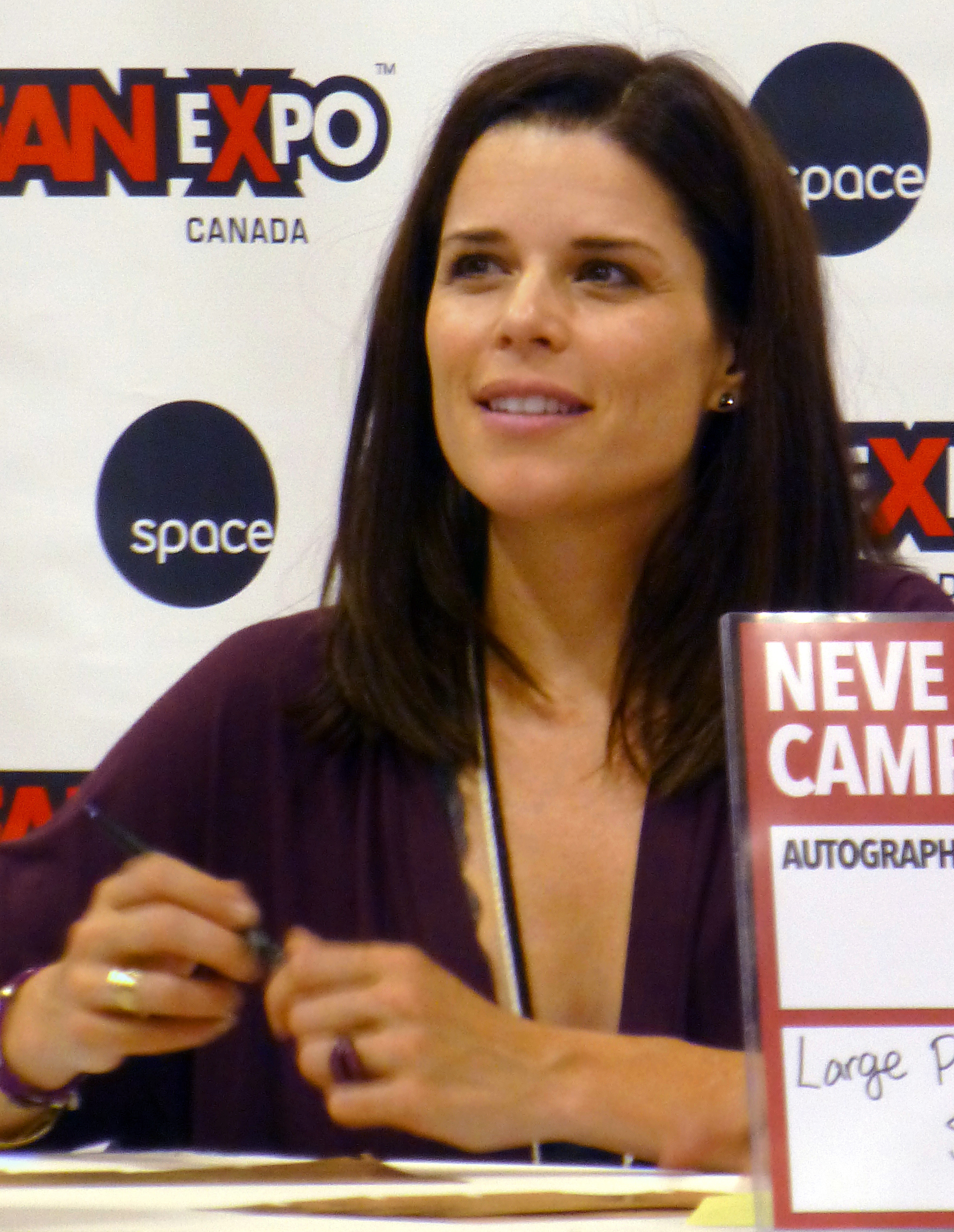
Neve Campbell (* 1973)

- Campbell, Nicholas (* 1952), kanadischer Schauspieler
- Campbell, Noel (1949–2022), irischer Fußballspieler und -trainer
- Campbell, Norman (* 1999), jamaikanischer Fußballspieler

###### Campbell, O
- Campbell, Olga (1891–1943), britische Krankenschwester
- Campbell, Oliver (1871–1953), US-amerikanischer Tennisspieler
- Campbell, Oswald Rose (1820–1887), britisch-australischer Maler, Illustrator und Kunstpädagoge

###### Campbell, P
- Campbell, Paige (* 1996), australische Hindernisläuferin
- Campbell, Patrick (1779–1857), britischer Militär und Diplomat
- Campbell, Paul (* 1979), kanadischer Schauspieler
- Campbell, Paul-Henri (* 1982), deutsch-amerikanischer Schriftsteller
- Campbell, Peter (1857–1883), schottischer Fußballspieler
- Campbell, Peter (1960–2023), US-amerikanischer Wasserballspieler
- Campbell, Phil (1917–1998), US-amerikanischer Politiker
- Campbell, Phil (* 1961), britischer Gitarrist und Musiker in der britischen Heavy-Metal-Band MotörheadPhil Campbell (* 1961)

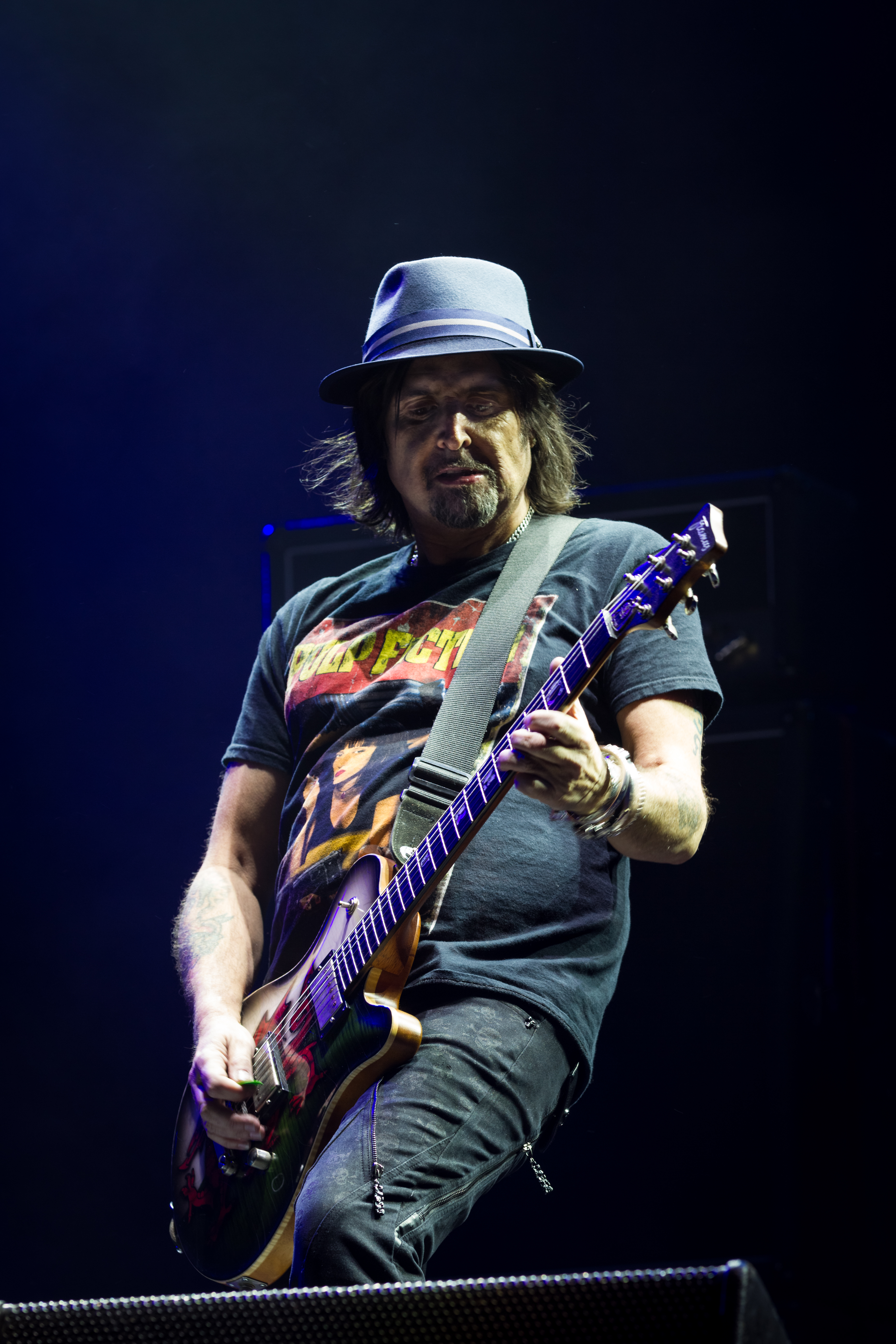
Phil Campbell (* 1961)

- Campbell, Philip P. (1862–1941), US-amerikanischer Politiker

###### Campbell, R
- Campbell, Rachelle (* 1956), kanadische Sprinterin
- Campbell, Rajindra (* 1996), jamaikanischer Kugelstoßer
- Campbell, Ray, US-amerikanischer Schauspieler
- Campbell, Rebecca (* 1975), kanadische Schriftstellerin
- Campbell, Richie (* 1987), portugiesischer Reggae-Musiker
- Campbell, Rob, US-amerikanischer Schauspieler
- Campbell, Robert (1808–1894), kanadischer Pelzhändler und Entdecker
- Campbell, Robert (1808–1870), US-amerikanischer Rechtsanwalt und Politiker
- Campbell, Robert (1843–1889), neuseeländischer Politiker
- Campbell, Robert (1912–1985), französischer Mathematiker und Philosoph
- Campbell, Robert (* 1984), australischer Pokerspieler
- Campbell, Robert Alexander (1832–1926), US-amerikanischer Politiker
- Campbell, Robert B. (1787–1862), US-amerikanischer Politiker
- Campbell, Robert Junior (1944–1993), australischer Künstler, Aborigines
- Campbell, Robert Wright (1927–2000), US-amerikanischer Drehbuchautor, Schriftsteller und Schauspieler
- Campbell, Robert, of Glenlyon (1630–1696), schottischer Adliger und Offizier
- Campbell, Roderick (* 1953), schottischer Politiker
- Campbell, Rohan (* 1997), kanadischer SchauspielerRohan Campbell (* 1997)

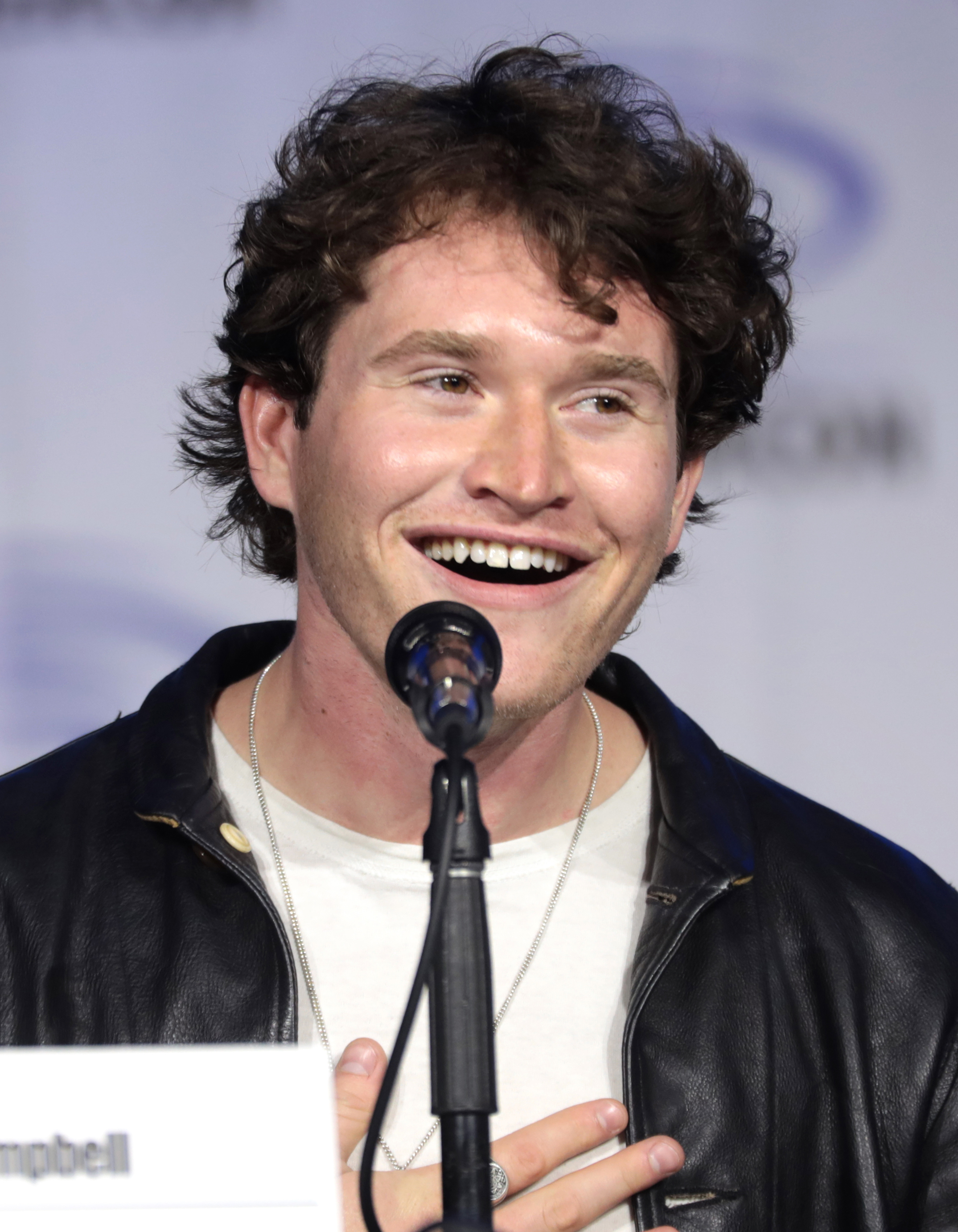
Rohan Campbell (* 1997)

- Campbell, Ronald Hugh (1883–1953), britischer Diplomat, Gesandter in Jugoslawien, Botschafter in Frankreich und Portugal
- Campbell, Ronnie (1943–2024), britischer Politiker, Abgeordneter im britischen Unterhaus
- Campbell, Ross (1936–2012), US-amerikanischer Kinderpsychiater und Autor von Erziehungsbüchern
- Campbell, Ross (* 1987), schottischer Fußballspieler
- Campbell, Roy (1901–1957), südafrikanischer Lyriker, Essayist, Übersetzer und Stierkämpfer
- Campbell, Roy (1952–2014), US-amerikanischer Jazz-Trompeter
- Campbell, Roy Edward (* 1947), US-amerikanischer Geistlicher und Weihbischof in Washington
- Campbell, Royce (* 1952), US-amerikanischer Jazz-Gitarrist, Komponist und Musikproduzent

###### Campbell, S
- Campbell, Saige Ryan (* 1995), US-amerikanische Schauspielerin und Sängerin
- Campbell, Samuel (1773–1853), US-amerikanischer Jurist und Politiker
- Campbell, Samuel B. (1846–1917), US-amerikanischer Soldat und Politiker
- Campbell, Sashana (* 1991), jamaikanische Fußballspielerin
- Campbell, Scott (* 1945), US-amerikanischer Autor
- Campbell, Scott (1957–2022), kanadischer Eishockeyspieler
- Campbell, Scott Michael (* 1971), US-amerikanischer Schauspieler
- Campbell, Simoya (* 1994), jamaikanische Leichtathletin
- Campbell, Sol (* 1974), englischer Fußballspieler und -trainerSol Campbell (* 1974)

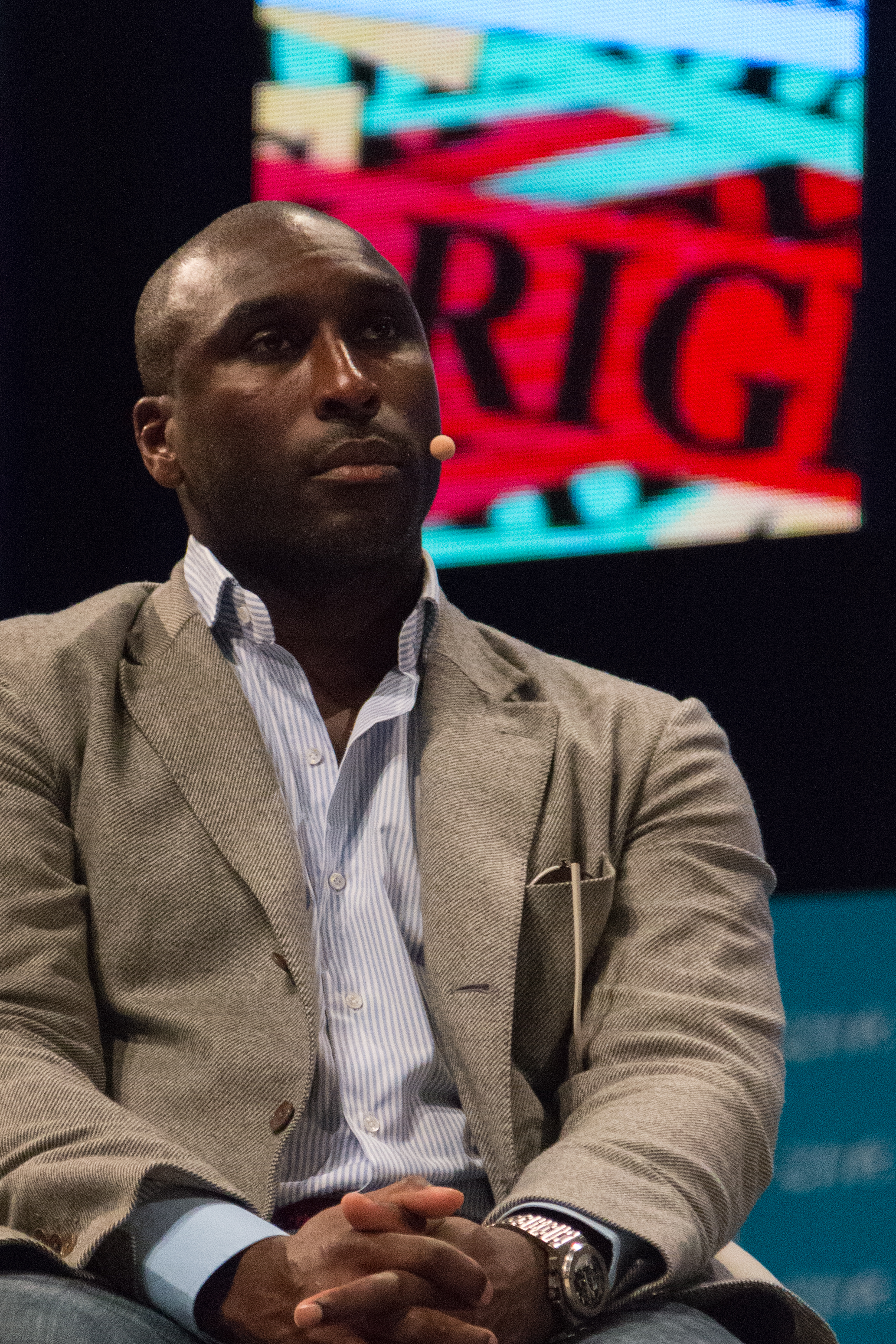
Sol Campbell (* 1974)

- Campbell, Stephen (1897–1966), Indigener Politiker in Guyana
- Campbell, Sterling (* 1964), US-amerikanischer Schlagzeuger
- Campbell, Steve (* 1966), englischer Snookerspieler
- Campbell, Stinson, vincentischer Politiker
- Campbell, Sue, Baroness Campbell of Loughborough (* 1948), britische Sportadministratorin und Mitglied im House of Lords

###### Campbell, T
- Campbell, T. Colin (* 1934), US-amerikanischer Biochemiker und Ernährungsforscher
- Campbell, Tamika (* 1974), deutsch-amerikanische Komikerin
- Campbell, Taylor (* 1996), britischer Hammerwerfer
- Campbell, Teniel (* 1997), Radrennfahrerin aus Trinidad und Tobago
- Campbell, Terry (* 1968), deutsch-kanadischer Eishockeyspieler
- Campbell, Tevin (* 1976), US-amerikanischer R‘n’B-Sänger und Songwriter
- Campbell, Thomas (1763–1854), amerikanisch-presbyterianischer Pfarrer irischer Herkunft
- Campbell, Thomas (1777–1844), schottischer Dichter
- Campbell, Thomas (1790–1858), schottischer Bildhauer
- Campbell, Thomas Edward (1878–1944), US-amerikanischer Politiker
- Campbell, Thomas Jefferson (1786–1850), US-amerikanischer Politiker
- Campbell, Thomas Mitchell (1856–1923), US-amerikanischer Politiker
- Campbell, Thompson (1811–1868), US-amerikanischer Politiker
- Campbell, Timothy J. (1840–1904), US-amerikanischer Jurist und Politiker
- Campbell, Tisha (* 1968), US-amerikanische SchauspielerinTisha Campbell (* 1968)

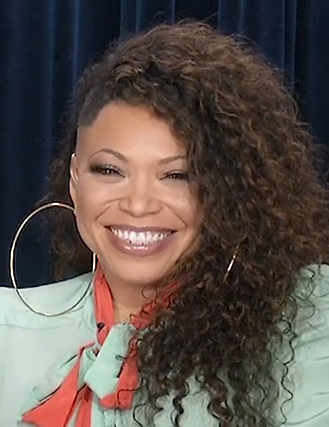
Tisha Campbell (* 1968)

- Campbell, Tom (* 1952), US-amerikanischer Politiker
- Campbell, Tommy (* 1957), US-amerikanischer Jazzschlagzeuger
- Campbell, Tonie (* 1960), US-amerikanischer Leichtathlet
- Campbell, Torquhil, 13. Duke of Argyll (* 1968), schottischer Adeliger, Chef des Hauses Argyll und des Clan Campbell
- Campbell, Trevor (* 1954), jamaikanischer Sprinter
- Campbell, Tyrese (* 1999), englischer Fußballspieler
- Campbell, Tyson (* 2000), US-amerikanischer American-Football-Spieler

###### Campbell, V
- Campbell, Vernon (* 1961), US-amerikanischer Schauspieler
- Campbell, Victor (1875–1956), britischer Marineoffizier und Polarforscher in der Antarktis
- Campbell, Vivian (* 1962), britischer RockmusikerVivian Campbell (* 1962)

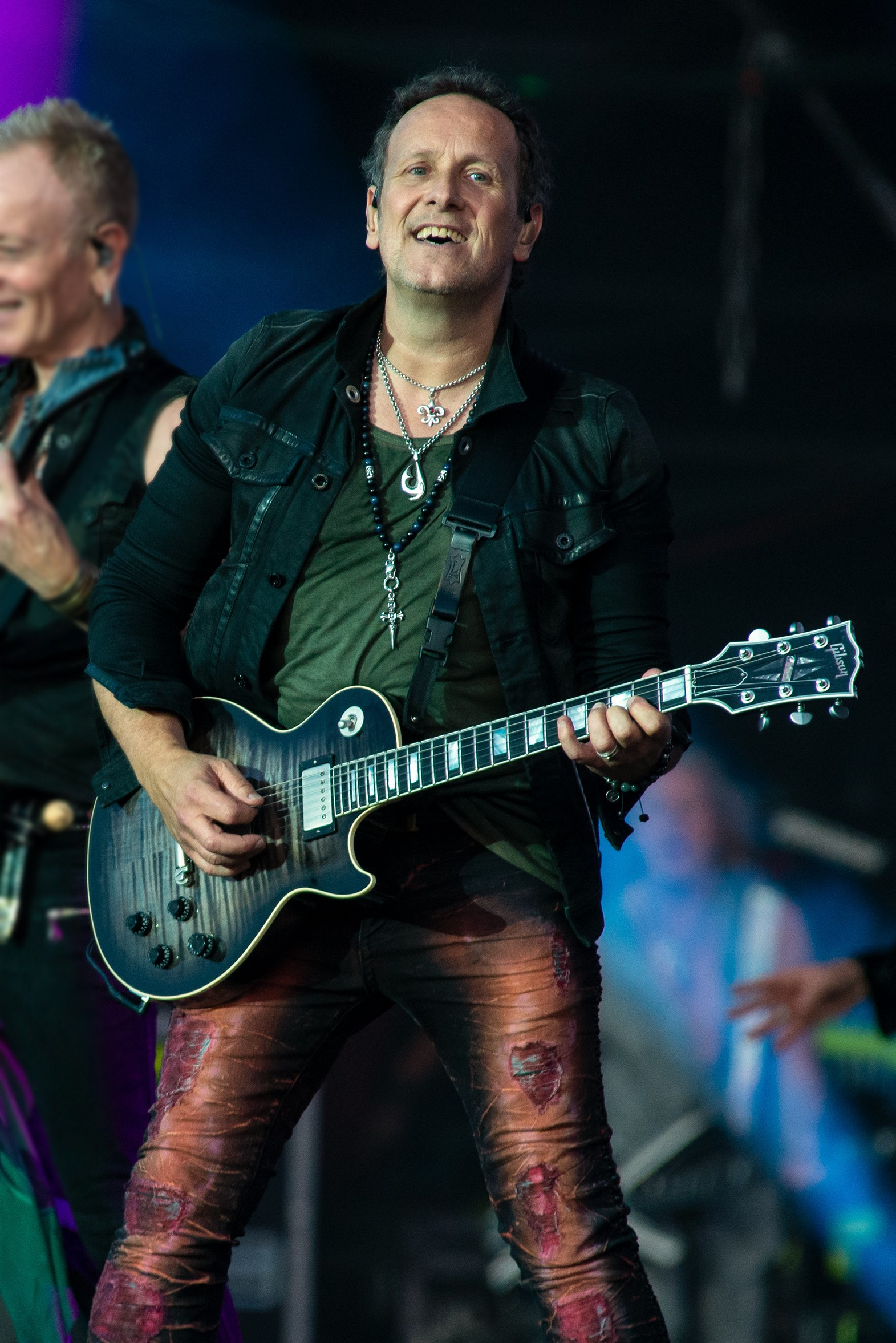
Vivian Campbell (* 1962)

###### Campbell, W
- Campbell, W. Stewart († 2009), Szenenbildner und Artdirector
- Campbell, Walter (1921–2004), australischer Richter, Verwaltungsbeamter und Gouverneur
- Campbell, Wilbur (1926–1999), US-amerikanischer Jazzmusiker (Schlagzeug)
- Campbell, Will (* 2004), US-amerikanischer American-Football-Spieler
- Campbell, Will D. (1924–2013), US-amerikanischer Theologe und Bürgerrechtler
- Campbell, William, US-amerikanischer Politiker
- Campbell, William († 1778), britischer Politiker; Gouverneur von Novia Scotia und der Province of South Carolina
- Campbell, William (1923–2011), US-amerikanischer Schauspieler
- Campbell, William B. (1807–1867), US-amerikanischer Politiker
- Campbell, William C. (* 1930), US-amerikanischer Biochemiker und Parasitologe irischer Herkunft
- Campbell, William W. (1806–1881), US-amerikanischer Jurist und Politiker
- Campbell, William Wallace (1862–1938), US-amerikanischer Astronom
- Campbell, William Wildman (1853–1927), US-amerikanischer Politiker
- Campbell, William Wilfred († 1918), kanadischer Schriftsteller

##### Campbell-

###### Campbell-B
- Campbell-Bannerman, Henry (1836–1908), britischer liberaler Politiker und Premierminister (1905–1908)
- Campbell-Brown, Veronica (* 1982), jamaikanische Leichtathletin

###### Campbell-H
- Campbell-Hughes, Antonia (* 1982), britische SchauspielerinAntonia Campbell-Hughes (* 1982)

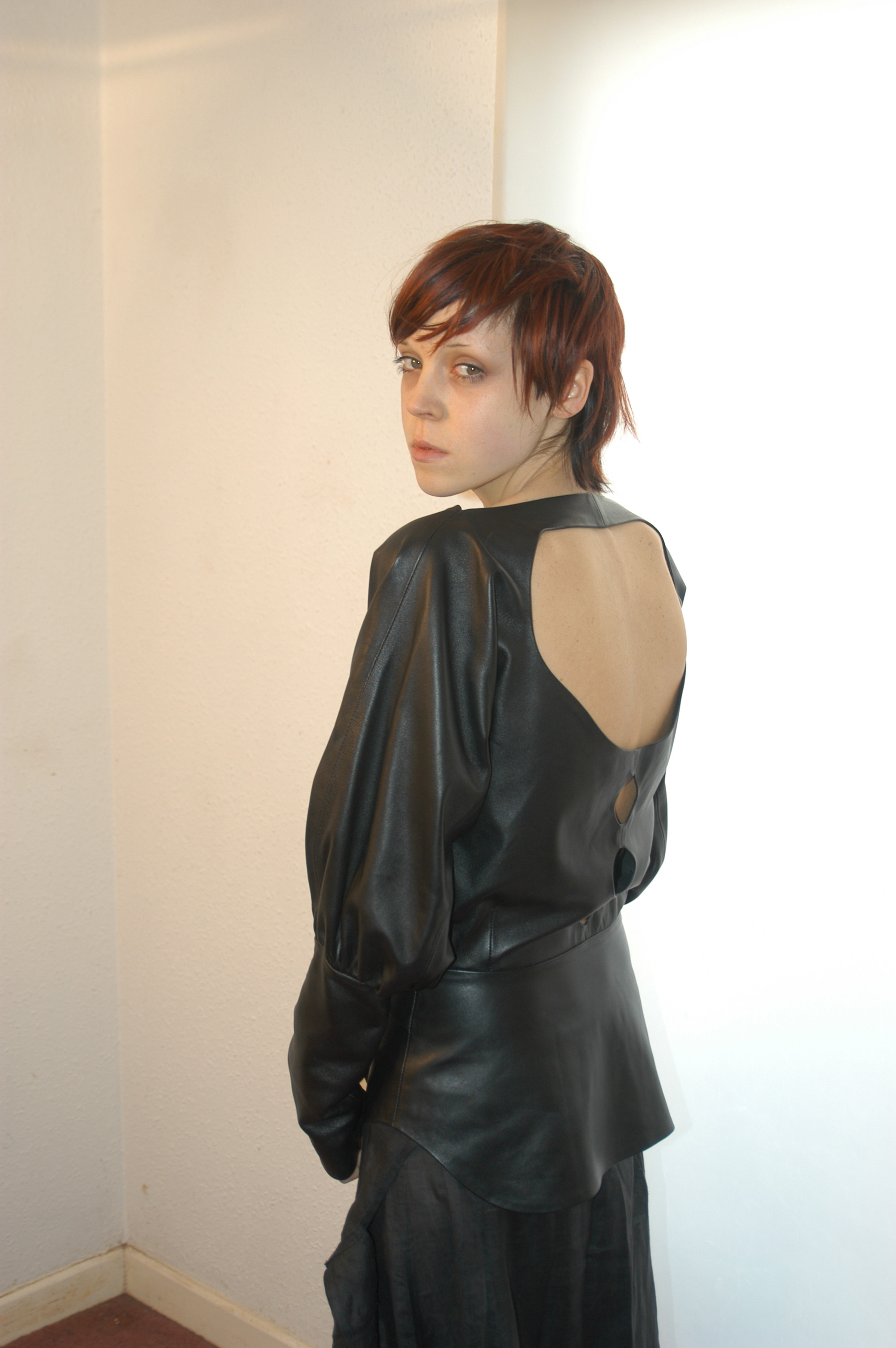
Antonia Campbell-Hughes (* 1982)

###### Campbell-J
- Campbell-Jones, John (1930–2020), britischer Rennfahrer

###### Campbell-O
- Campbell-Orde, Annie (* 1995), britische Ruderin

###### Campbell-S
- Campbell-Savours, Dale, Baron Campbell-Savours (* 1943), britischer Politiker (Labour)

###### Campbell-W
- Campbell-Walter, Fiona (* 1932), britisches Fotomodell
- Campbell-Walter, Jamie (* 1972), schottischer Autorennfahrer

##### Campbelle
- Campbelle, Shemaine (* 1992), guyanische Cricketspielerin der West Indies

### Campe
- Campe, Alfred von (1889–1945), deutscher Verwaltungsjurist und Landrat des Kreises Halle (Westfalen) (1822–1833)
- Campe, Asche Burchard Karl Ferdinand von (1803–1874), braunschweigischer Staatsmann
- Campe, Asche von (1881–1953), deutscher Landwirt und Politiker
- Campe, August (1773–1836), deutscher Buchhändler und Verleger
- Campe, Balduin von (1851–1921), sächsischer Generalmajor
- Campe, Bernhard Karl Julius (1820–1886), königlich preußischer Generalmajor und zuletzt Kommandant der Festung Metz
- Campe, Carl von (1894–1977), deutscher Politiker (DP), MdB
- Campe, Chris (* 1979), deutsche Grafikerin
- Campe, Christian Wilhelm von (1668–1747), kurfürstlich braunschweigisch-lüneburgischer General en Chef
- Campe, Elisabeth (1786–1873), deutsche Salonnière und Schriftstellerin
- Campe, Erich (1912–1977), deutscher Amateurboxer
- Campe, Friedrich von (1858–1938), deutscher Offizier, zuletzt General der Infanterie der Reichswehr
- Campe, Hermann (* 1910), deutscher SS-Obersturmführer und Schutzhaftlagerführer im KZ Sachsenhausen
- Campe, Joachim Heinrich (1746–1818), deutscher Schriftsteller, Sprachforscher, Pädagoge und VerlegerJoachim Heinrich Campe (1746–1818)

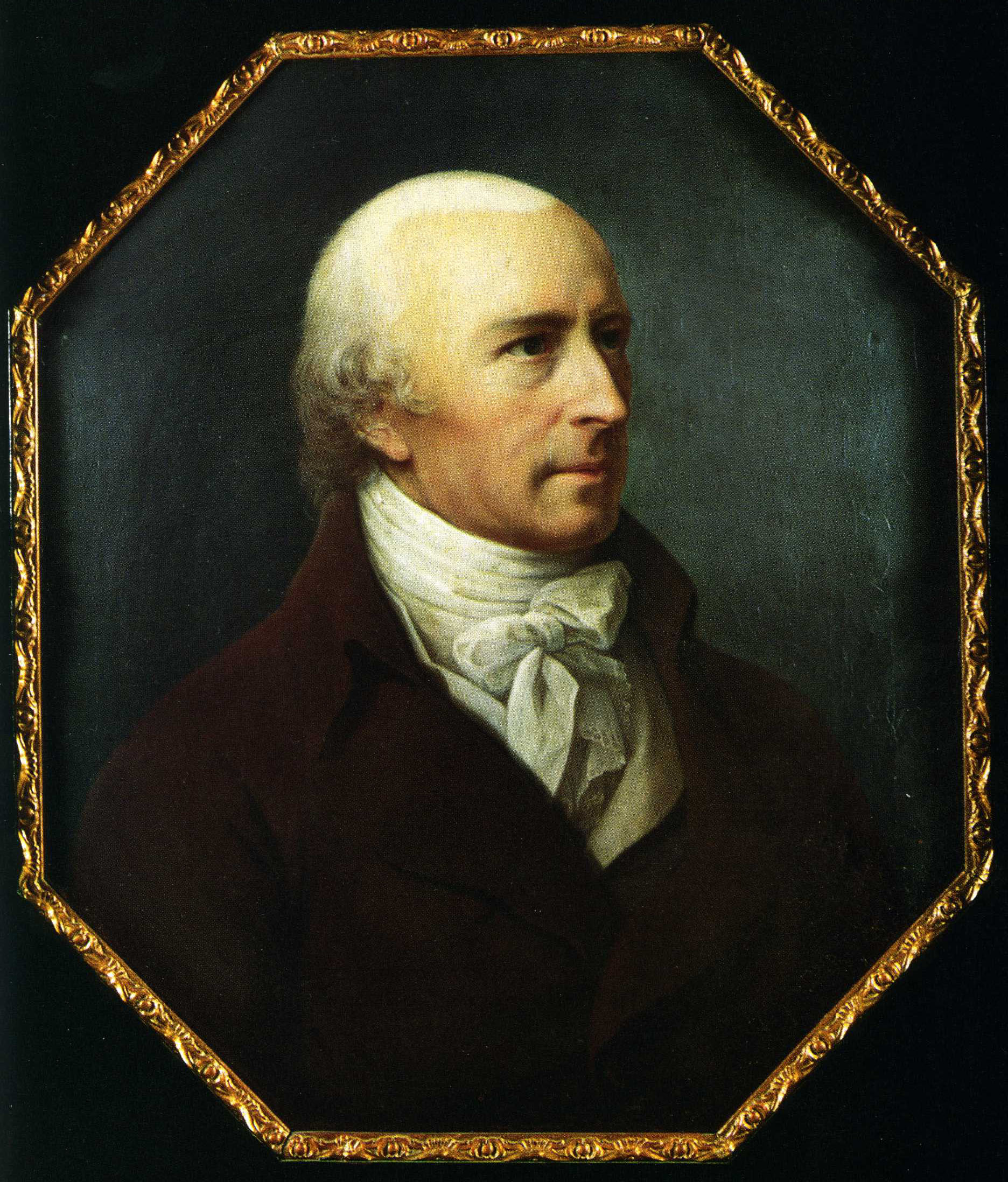
Joachim Heinrich Campe (1746–1818)

- Campe, Julius (1792–1867), deutscher Verleger
- Campe, Julius Heinrich Wilhelm (1846–1909), deutscher Kaufmann, Verleger und Politiker, MdHB
- Campe, Martin von (1866–1931), deutscher Jurist und Landeshauptmann der Provinz Hannover
- Campe, Paul (1885–1960), deutsch-baltischer Architekt, Kunsthistoriker, Hochschullehrer
- Campe, Rüdiger (* 1953), deutscher Germanist und Literaturtheoretiker
- Campe, Rudolf von (1860–1939), deutscher Regierungsbeamter und Politiker (DVP)
- Campe, Siegfried von (1885–1972), preußischer Landrat
- Câmpean, Norica (* 1972), rumänische Geherin
- Câmpeanu, Radu (1922–2016), rumänischer Politiker
- Campeau, Alan (* 1959), kanadischer römisch-katholischer Geistlicher, Bischof von Thunder Bay
- Campeau, Fleurette (1941–2022), kanadische Fechterin
- Campeau, Frank (1864–1943), US-amerikanischer Theater- und Filmschauspieler
- Campedelli, Luca (* 1968), italienischer Sportmanager und Unternehmer
- Campeggi, Alessandro (1504–1554), italienischer Kardinal
- Campeggi, Giovanni Zaccaria (1448–1511), Jurist und Hochschullehrer
- Campeggi, Lorenzo (1474–1539), italienischer römisch-katholischer Geistlicher; Kardinal
- Campeggi, Marco Antonio († 1553), italienischer römisch-katholischer Geistlicher
- Campeggi, Tommaso († 1564), italienischer römisch-katholischer Bischof
- Campell, Duri (* 1963), Schweizer Politiker (BDP)
- Campell, Ulrich, Schweizer Reformator, Historiker, Liederdichter und Begründer des Vallader
- Campelli, Fabrizio (* 1973), italienisch-britischer Manager
- Campello, Ricardo (* 1985), venzuelanischer Windsurfer
- Campello, Tereza (* 1962), brasilianische Wirtschaftswissenschaftlerin und Politikerin (Partido dos Trabalhadores)
- Campen, Jacob van (1596–1657), niederländischer Baumeister, Maler und Architekt
- Campen, Michel Herman van (1874–1942), niederländischer Schriftsteller und Literaturkritiker
- Campen, Mónica van (* 1974), spanische Schauspielerin und Model
- Campen, Reimar (1928–2012), deutscher Politiker (Die Grünen)
- Campen, Söntke (* 1991), deutscher Künstler
- Campenaerts, Victor (* 1991), belgischer Radrennfahrer
- Campendonk, Heinrich (1889–1957), deutsch-niederländischer Maler und GrafikerHeinrich Campendonk (1889–1957)

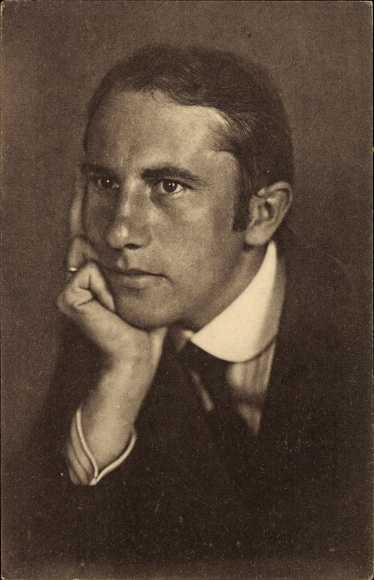
Heinrich Campendonk (1889–1957)

- Campenhausen, Axel Freiherr von (1934–2025), deutscher KirchenrechtlerAxel Freiherr von Campenhausen (1934–2025)

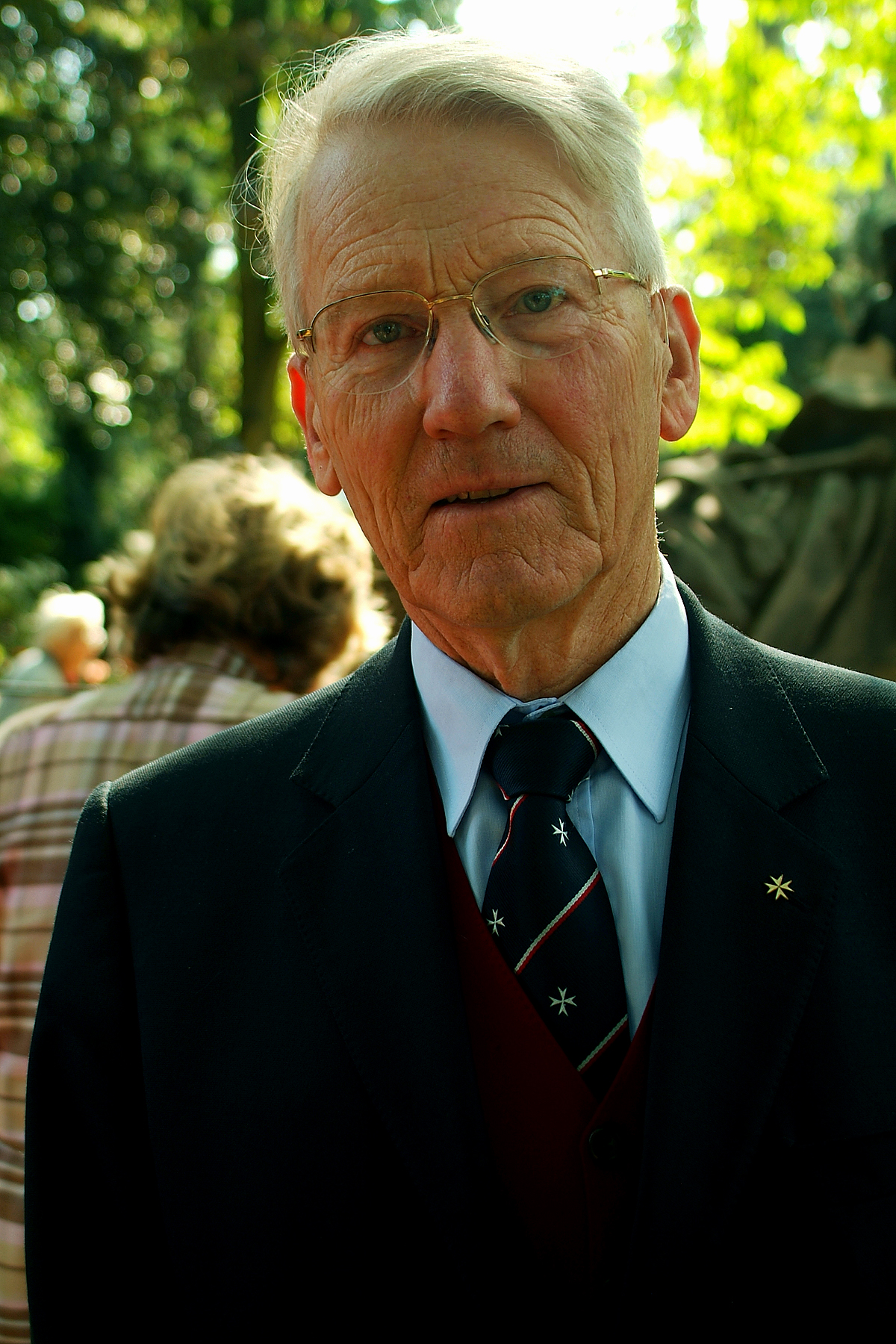
Axel Freiherr von Campenhausen (1934–2025)

- Campenhausen, Balthasar (III.) von (1772–1823), russischer Politiker deutschbaltischer Abkunft
- Campenhausen, Balthasar I. von (1689–1758), russischer Generalleutnant und Generalgouverneur Finnlands
- Campenhausen, Balthasar II. von (1745–1800), russischer Senator, Geheimer Rat und Zivilgouverneur Livlands
- Campenhausen, Bodo von (1898–1988), baltendeutscher Keramiker und Grafiker
- Campenhausen, Hans von (1903–1989), deutscher evangelischer Theologe und Kirchengeschichtler
- Campenhausen, Hermann von (1773–1836), livländischer Landespolitiker
- Campenhausen, Johannes Freiherr von (* 1935), deutscher Informatiker und Politiker (Deutsche Partei)
- Campenhausen, Juliane Freiin von (1902–1990), deutsche Politikerin und Landtagsabgeordnete (CDU)
- Campenhausen, Otto von (* 1932), deutscher Jurist
- Campenhausen, Sophie von (1776–1835), russische Oberhofmeisterin
- Campenon, Jean-Baptiste (1819–1891), französischer General und Kriegsminister
- Campenon, Vincent (1772–1843), französischer Schriftsteller, Politiker und Mitglied der Académie française
- Campensis, Johannes († 1538), Hebräist und Hochschullehrer
- Campeny i Estrany, Damià (1771–1855), katalanischer Bildhauer
- Campeotto, Dario (1939–2023), dänischer Sänger, Schauspieler und Entertainer
- Camper, Frederica Theodora Ernestine (* 1799), niederländische Naturforscherin
- Camper, Loes (* 1958), niederländische Fußballspielerin
- Camper, Petrus (1722–1789), niederländischer Mediziner
- Camperio, Philippe (1810–1882), Schweizer Politiker und Rechtswissenschaftler
- Campero, Narciso (1813–1896), bolivianischer Militär, Politiker und Präsident (1880 bis 1884)
- Campert, Jan (1902–1943), niederländischer Journalist, Dichter und Judenretter
- Campert, Remco (1929–2022), niederländischer Schriftsteller
- Campese, Bruno (* 1963), italo-kanadischer Eishockeytorwart, -trainer und -funktionär
- Campese, David (* 1962), australischer Rugbyspieler
- Campestrini, Christoph (* 1968), österreichischer Dirigent
- Campet de Saujon, Marie Charlotte Hippolyte (1725–1800), französische Adlige, Salonnière und Femme de lettres

### Campf
- Campfield, David, US-amerikanischer Theater- und Filmschauspieler

### Camph
- Camphausen, Editha (1890–1945), deutsche Theater- und Stummfilmschauspielerin
- Camphausen, Felix (1854–1910), deutscher Maler der Düsseldorfer Schule
- Camphausen, Gabriele (* 1957), deutsche Historikerin
- Camphausen, Karl (1896–1962), deutscher Politiker (NSDAP), MdR
- Camphausen, Ludolf (1803–1890), preußischer Ministerpräsident
- Camphausen, Otto von (1812–1896), preußischer Finanzminister
- Camphausen, Robby (1895–1939), deutscher Maler
- Camphausen, Rufus C. (1948–2013), deutscher Autor
- Camphausen, Wilhelm (1818–1885), deutscher Militär- und SchlachtenmalerWilhelm Camphausen (1818–1885)

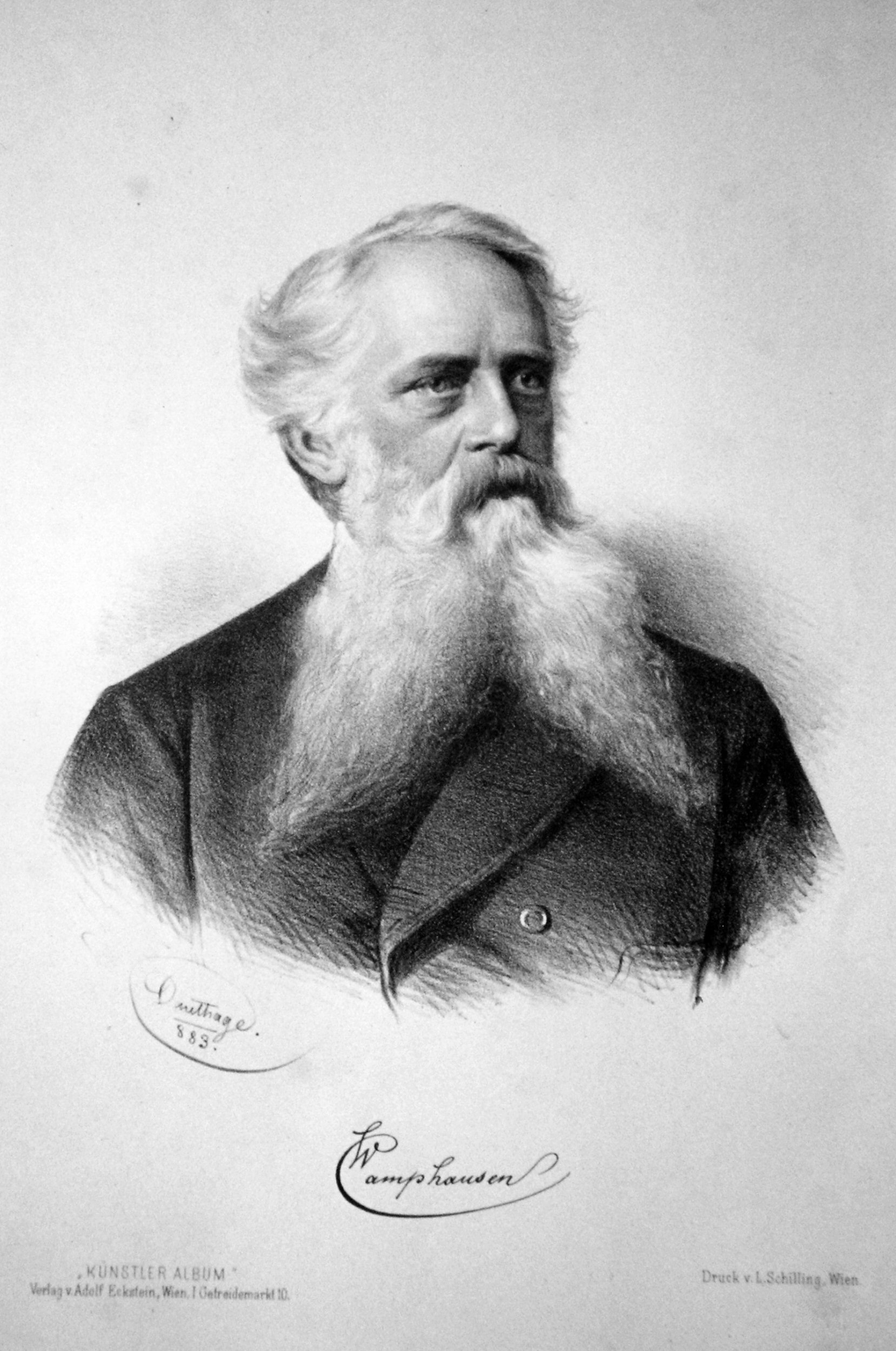
Wilhelm Camphausen (1818–1885)

- Campher, Curtis (* 1999), irischer Cricketspieler
- Camphor, Roderick (* 1992), US-amerikanischer Basketballspieler
- Camphuys, Johannes (1634–1695), Kaufmann, Generalgouverneur der niederländischen Ostindien-Kompanie, Sammler
- Camphuysen, Dirk Raphaelszoon (1586–1627), niederländischer Dichter, Sprachlehrer, Prediger und Buchdrucker
- Camphuysen, Govert, niederländischer Maler
- Camphuysen, Rafaël Govertszoon (1597–1657), niederländischer Maler

### Campi
- Campi, Antoinette (1773–1822), polnische Opernsängerin (Sopran)
- Campi, Antonio († 1587), italienischer Maler
- Campi, Bernardino († 1591), italienischer Maler und Zeichner
- Campi, Daisy (1893–1979), deutsche Malerin
- Campi, Emidio (* 1943), evangelisch-reformierter Pfarrer und Professor für Kirchengeschichte
- Campi, Galeazzo († 1536), italienischer Maler
- Campi, Gigi (1928–2010), italienischer Jazz-Produzent, Gastronom und Architekt
- Campi, Giulio († 1572), italienischer Maler
- Campi, Mario (1936–2011), Schweizer Architekt
- Campi, Ray (1934–2021), US-amerikanischer Rockabilly-Sänger
- Campi, Vincenzo († 1591), italienischer Maler, Architekt, Stecher, Zeichner und Kosmograph
- Campiche, Julie (* 1983), Schweizer Jazzmusikerin (Harfe, Komposition)
- Campigli, Massimo (1895–1971), deutsch-italienischer Maler und Grafiker
- Campigotto, Daniele (* 2003), brasilianische Hürdenläuferin
- Campigotto, Gianfranco (* 1933), italienischer Dokumentarfilmer und Fernsehregisseur
- Campillai, Fabiola (* 1983), chilenische Aktivistin und Politikerin
- Campilli, Pietro (1891–1974), italienischer Politiker, Manager und Minister
- Campillo, Diego (* 2001), mexikanischer Fußballspieler
- Campillo, Gabriel (* 1978), spanischer Boxer
- Campillo, Juan (1930–1964), spanischer Radrennfahrer
- Campillo, Robin (* 1962), französischer Drehbuchautor, Filmeditor und Regisseur
- Campin, Robert († 1444), flämischer Maler
- Campinchi, Hélène (1898–1962), französische Juristin und Widerstandskämpferin
- Câmpineanu, Ion I. (1841–1888), rumänischer Politiker
- Camping, Harold (1921–2013), US-amerikanischer Radioprediger
- Campinge, Johann (1527–1590), niederländischer Pädagoge und Philologe
- Campini, Secondo (1904–1980), italienischer Luftfahrtingenieur
- Campino (* 1962), deutsch-britischer Sänger, Frontmann und Songwriter der Musikgruppe Die Toten HosenCampino (* 1962)

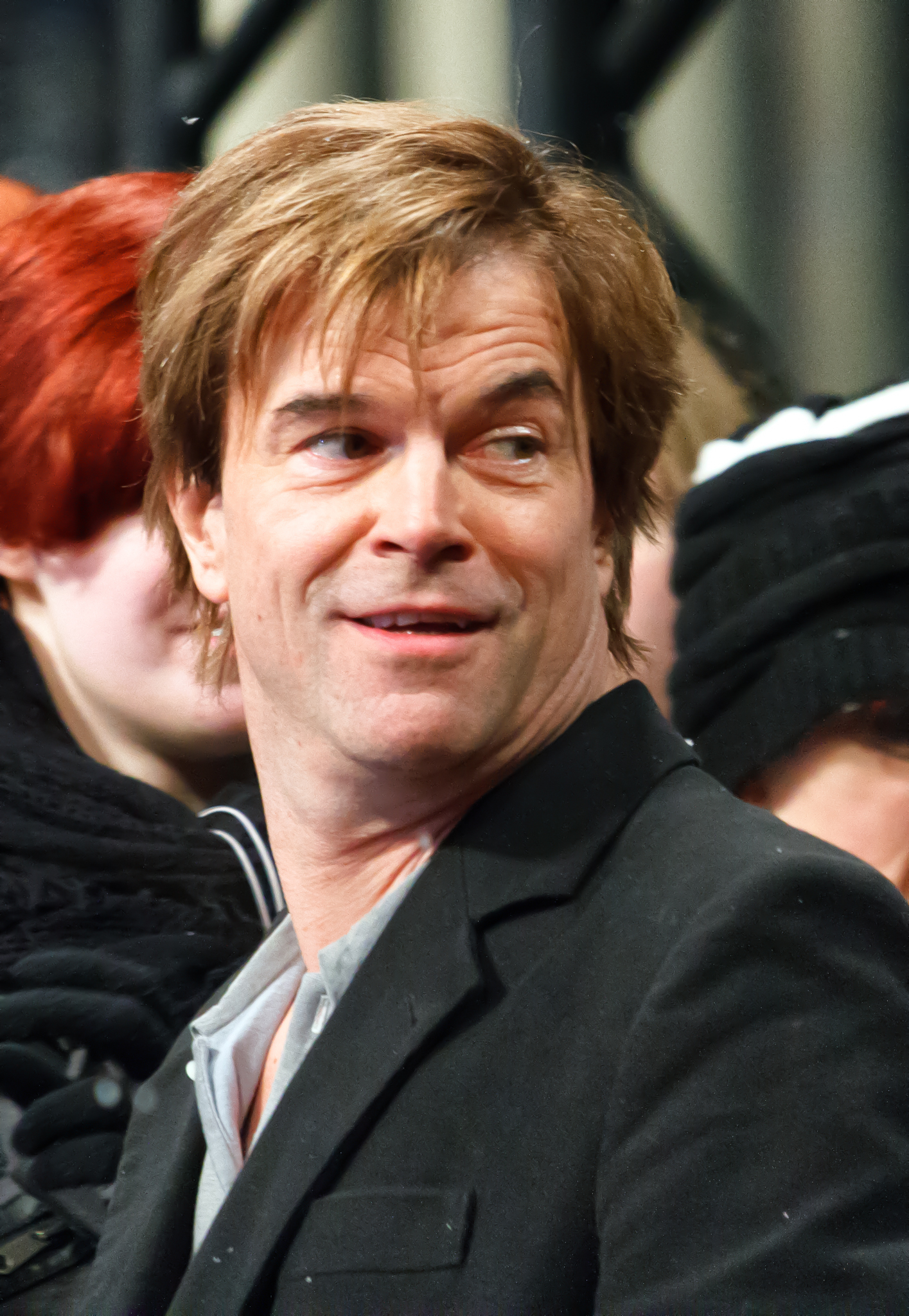
Campino (* 1962)

- Campins, Joan (* 1995), spanischer Fußballspieler
- Campion, Benoît (* 1998), französischer Mittelstreckenläufer
- Campion, Cris (* 1966), französischer Schauspieler
- Campion, Edmund (1540–1581), Mönch im Jesuitenorden und Märtyrer der katholischen Kirche
- Campion, François (1686–1747), französischer Theorbist, Gitarrist, Komponist und Musiktheoretiker
- Campion, Jane (* 1954), neuseeländische FilmregisseurinJane Campion (* 1954)

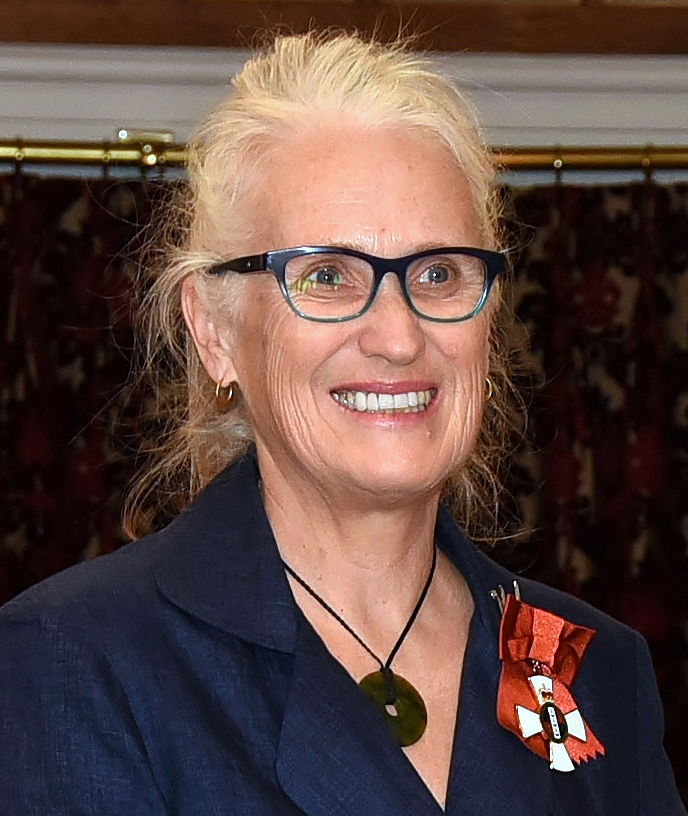
Jane Campion (* 1954)

- Campion, Kévin (* 1988), französischer Geher
- Campion, Lucien, französischer Autorennfahrer
- Campion, Marcel (* 1940), französischer Geschäftsmann (Schausteller)
- Campion, Maria Ann (1777–1803), irische Schauspielerin und die zweite Frau des Schauspielers Alexander Pope
- Campion, Michael (* 2002), US-amerikanischer Schauspieler
- Campion, Sarah (* 1983), englische Squashspielerin
- Campion, Thomas (1567–1620), englischer Komponist, Dichter und Arzt
- Campion, William (1870–1951), britischer Politiker, Mitglied des House of Commons, Gouverneur von Western Australia
- Campione, Riccardo (* 2002), deutsch-italienischer Schauspieler
- Campioni, Carlo Antonio (1720–1788), italienischer Violinist, Kapellmeister und Komponist der Vorklassik
- Campioni, Inigo (1878–1944), italienischer Admiral und Senator
- Campioni, Joop (1901–1962), niederländischer Fußballspieler
- Campioni, Pjotr Santinowitsch (1826–1878), russischer Architekt
- Campioni, Santino Petrowitsch (1774–1847), russischer Bildhauer
- Campiotti, Giacomo (* 1957), italienischer Drehbuchautor und Filmregisseur
- Campiotti, Roberto (* 1955), italienischer Geistlicher, römisch-katholischer Bischof von Volterra
- Campise, Tony (1943–2010), US-amerikanischer Jazz-Altsaxophonist und Flötist
- Campisi, Danilo (* 1988), italienisch-österreichischer Tanzsportler, Tanzsporttrainer, Choreograf und WertungsrichterDanilo Campisi (* 1988)

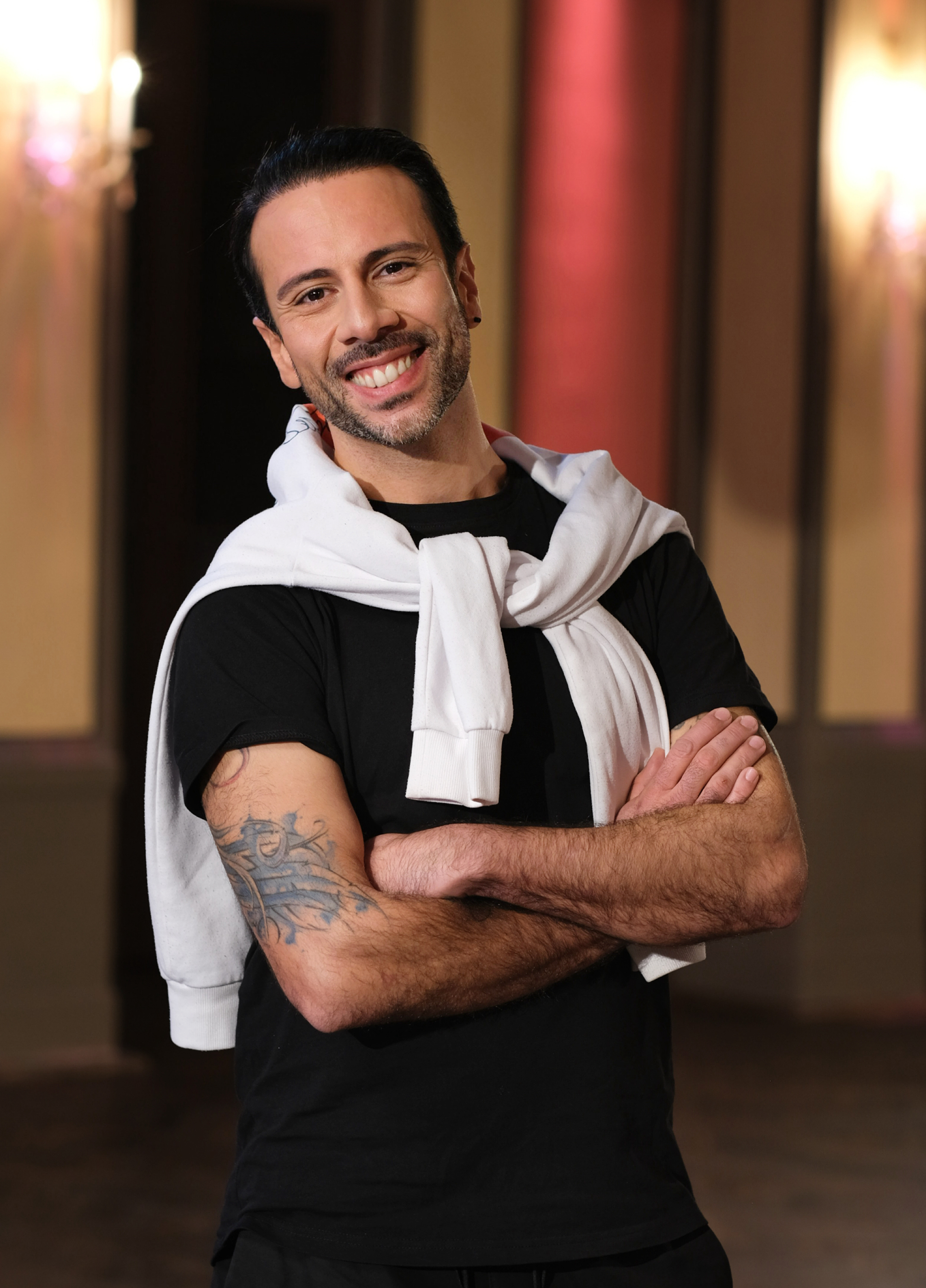
Danilo Campisi (* 1988)

- Campisi, Roberto (* 1978), italienischer römisch-katholischer Geistlicher und Diplomat des Heiligen Stuhls
- Campisteguy, Juan (1859–1937), uruguayischer Rechtsanwalt, Politiker und Präsident Uruguays
- Campistron, Jean-Galbert de (1656–1723), französischer Dramatiker und Schüler Jean Racines
- Campitelli, Jeff (* 1960), US-amerikanischer Schlagzeuger

### Campl
- Camplin, Alisa (* 1974), australische Freestyle-Skispringerin
- Campling, David (1938–2013), US-amerikanischer Filmeditor
- Campling, John William (1873–1961), schottischer römisch-katholischer Ordensgeistlicher und Apostolischer Vikar von Nilo Superiore
- Campling, Jon (* 1966), britischer Schauspieler

### Campm
- Campmann, Rainer W. (* 1944), deutscher Schriftsteller
- Campmany i Cortés, Montserrat (1901–1995), katalanische Pianistin, Sängerin, Pädagogin und Komponistin

### Campn
- Campney, Ralph (1894–1967), kanadischer Politiker der Liberalen Partei Kanadas

### Campo
- Campo Pomar, Rafael (1813–1890), Präsident von El Salvador
- Campo Serrano, José María (1832–1915), General und erster Präsident der Republik Kolumbien
- Campo, Alexander de († 1687), indischer Geistlicher, Bischof und Apostolischer Vikar in Indien
- Campo, Alfredo (* 1993), ecuadorianischer Radrennfahrer
- Campo, Bobby (* 1983), US-amerikanischer Schauspieler
- Campo, Carlos Ibáñez del (1877–1960), chilenischer Offizier und Politiker, Präsident Chiles (1927–1931)
- Campo, Conrado del (1878–1953), spanischer Komponist, Musikpädagoge und Violinist
- Campo, Cristina (1923–1977), italienische Schriftstellerin und Übersetzerin
- Campo, Divina de (* 1984), britische Dragqueen und Sängerin
- Campo, Estanislao del (1834–1880), argentinischer Dichter
- Campo, Francis Peter de (1923–1998), australischer Geistlicher, Bischof von Port Pirie
- Campo, George, Pantomime sowie Vaudeville-, Varieté- und Burlesque-Künstler
- Campo, Iván (* 1974), spanischer FußballspielerIván Campo (* 1974)

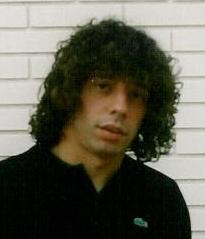
Iván Campo (* 1974)

- Campo, Marcelo (1957–2021), argentinischer Rugbyspieler
- Campo, Nicolás del (1725–1803), spanischer Militär und Kolonial-Gouverneur
- Campo, Pupi (1920–2011), US-amerikanischer Latin-Jazz-Musiker und Bandleader
- Campo, Samuele (* 1995), schweizerisch, italienischer Fussballspieler
- Campo, Valeria del (* 2000), costa-ricanische Fußballspielerin
- Campoamor y Campoosorio, Ramón de (1817–1901), spanischer Schriftsteller
- Campoamor, Aldo (1914–1968), argentinischer Tangosänger
- Campoamor, Clara (1888–1972), spanische Politikerin und SuffragetteClara Campoamor (1888–1972)

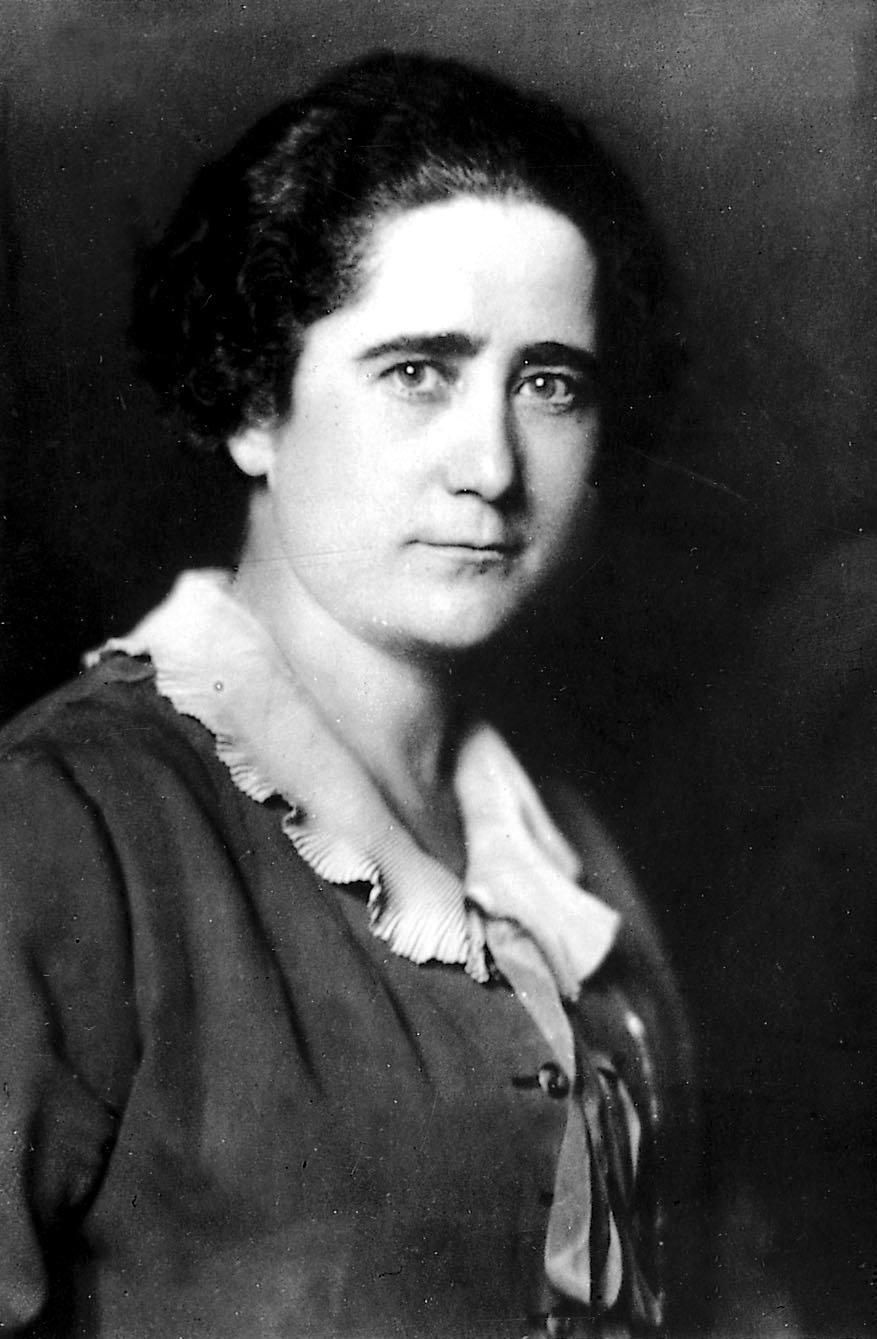
Clara Campoamor (1888–1972)

- Campoamor, Manuel (1877–1941), uruguayischer Tangopianist und Komponist
- Campobasso, Carlo di, italienischer Adeliger, Condottiere
- Campobello, Nellie († 1986), mexikanische Tänzerin und Schriftstellerin
- Campochiaro, Salvatore (1893–1983), italienischer Schauspieler
- Campodónico, César (1929–2005), uruguayischer Theaterregisseur, Schauspieler und Dozent
- Campodónico, Domingo (* 1944), chilenischer Fußballspieler
- Campodónico, Eddie (* 1951), chilenischer Fußballspieler
- Campodónico, Elida (1894–1960), panamaische Botschafterin, Anwältin und Feministin
- Campodónico, Miguel Ángel (1937–2022), uruguayischer Journalist und Schriftsteller
- Campofregoso, Giano di († 1529), 43. Doge der Republik von Genua
- Campofregoso, Ottaviano di (1470–1524), 44. Doge der Republik von Genua
- Campogalliani, Carlo (1885–1974), italienischer Schauspieler, Drehbuchautor und Filmregisseur
- Campogalliani, Ettore (1903–1992), italienischer Komponist, Musiker und Gesangslehrer
- Campogalliani, Francesco (1870–1931), italienischer Dramatiker, Schauspieler und Puppenspieler
- Campolattaro Benedetto Capomazza di (1903–1991), italienischer Diplomat
- Campoli, Chris (* 1984), kanadischer Eishockeyspieler
- Cámpolo, Antonio (1897–1959), uruguayischer Fußballspieler
- Campolo, Tony (1935–2024), US-amerikanischer Soziologe, Baptistenprediger und Präsidentenberater
- Campolongo, Emilio (1550–1604), italienischer Arzt
- Campomanes, Florencio (1927–2010), philippinischer Schachspieler und -funktionär
- Campomanes, Pedro Rodríguez de (1723–1802), spanischer Staatsmann, Literat, Jurist, Aufklärer und Übersetzer
- Camponeschi, Antonuccio († 1452), italienischer Adliger und Condottiere
- Camponeschi, Pietro Lalle († 1490), italienischer Condottiere, Conte von Montorio und Vizekönig der Abruzzen
- Camponogara, Siro (* 1977), italienischer Radrennfahrer
- Cámpora Schweizer, David Alberto (1934–2021), uruguayischer Wirtschaftsprüfer
- Cámpora, Daniel (* 1957), argentinischer Schachspieler
- Cámpora, Héctor José (1909–1980), argentinischer Politiker
- Camporeale, Giovannangelo (1933–2017), italienischer Archäologe und Etruskologe
- Camporese, Elisa (* 1984), italienische Fußballspielerin
- Camporese, Omar (* 1968), italienischer Tennisspieler
- Campori, Anna (1917–2018), italienische Schauspielerin
- Campori, Pietro († 1643), italienischer katholischer Bischof und Kardinal
- Camporini, Vincenzo (* 1946), italienischer Offizier, Generalstabschef der italienischen Streitkräfte
- Campos Barreto, Francisco de (1877–1941), brasilianischer Geistlicher und Bischof von Campinas
- Campos Contreras, Oscar (* 1947), mexikanischer Geistlicher und emeritierter römisch-katholischer Bischof von Ciudad Guzmán
- Campos Costa, Carmen (* 1995), spanische Handballspielerin
- Campos da Costa, Pedro Henrique (* 2003), brasilianischer Fußballspieler
- Campos e Castro, Raul (* 1947), brasilianischer Diplomat
- Campos Flórez, Luis Augusto (* 1958), kolumbianischer Geistlicher und römisch-katholischer Bischof von Socorro y San Gil
- Campos Guevara, Elsa Fanny (* 1975), peruanische Politikerin
- Campos Hernández, Alberto (* 1951), mexikanischer Ordensgeistlicher, emeritierter Apostolischer Vikar von San José de Amazonas
- Campos Icardo, Salvador (* 1944), mexikanischer Botschafter
- Campos López, Gonzalo (* 1991), spanischer Musicaldarsteller
- Campos Monteiro, Heitor (1899–1961), portugiesischer Dramatiker
- Campos Moreno, Javier (* 1959), chilenischer Schachspieler
- Campos Neto, Roberto (* 1969), brasilianischer Wirtschaftswissenschaftler, Präsident der Zentralbank von Brasilien
- Campos Salas, Dagoberto (* 1966), costa-ricanischer Geistlicher, römisch-katholischer Erzbischof und Diplomat des Heiligen Stuhls
- Campos y Angeles, Francisco Maria (1860–1945), mexikanischer Geistlicher und Bischof von Chilapa
- Campos, Adrián (1960–2021), spanischer Unternehmer und Automobilrennfahrer
- Campos, Adrián jr. (* 1988), spanischer Rennfahrer
- Campos, Adriana (1979–2015), kolumbianische Schauspielerin
- Campos, Ana Paula (* 1994), brasilianische Badmintonspielerin
- Campos, Angelo (* 2000), portugiesisch-schweizerischer Fussballspieler
- Campos, António (1922–1999), portugiesischer Regisseur
- Campos, Antonio (* 1951), spanischer Hindernis- und Langstreckenläufer
- Campos, Augusto de (* 1931), brasilianischer Schriftsteller
- Campos, Bernardo (* 1991), chilenischer Fußballspieler
- Campos, Bri (* 1994), mexikanische Fußballspielerin
- Campos, Bruno (* 1973), brasilianischer SchauspielerBruno Campos (* 1973)

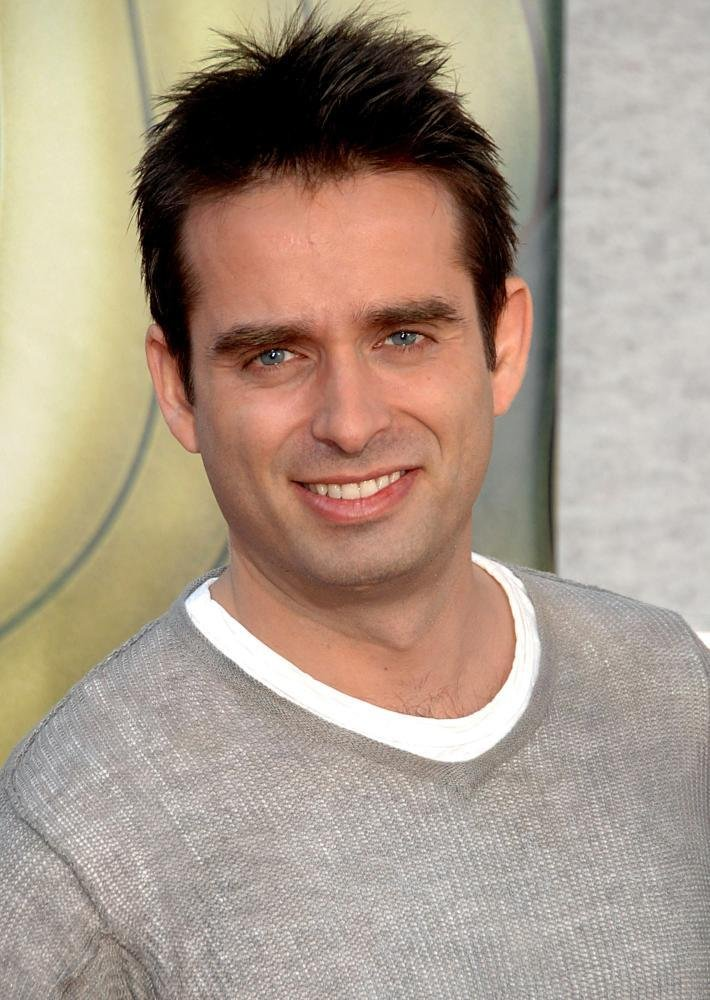
Bruno Campos (* 1973)

- Campos, Carlos (1937–2020), chilenischer Fußballspieler
- Campos, Catarina (* 1985), portugiesische Fußballschiedsrichterin
- Campos, Cláudia de (1859–1916), portugiesische Dichterin und Feministin
- Campos, Cosme da Silva (* 1952), brasilianischer Fußballspieler
- Campos, Cristóbal (* 1999), chilenischer Fußballspieler
- Campos, Daniel (1829–1902), bolivianischer Entdecker, Autor, Politiker, Journalist und Rechtsanwalt
- Campos, Daniel (* 1981), chilenischer Fußballspieler
- Campos, Daniela (* 2002), portugiesische Radrennfahrerin
- Campos, Dario (* 1948), brasilianischer Ordensgeistlicher, römisch-katholischer Erzbischof von Vitória
- Campos, Djalma (* 1987), angolanischer Fußballspieler
- Campos, Eduardo (1965–2014), brasilianischer Ökonom und Politiker
- Campos, Eloy (* 1942), peruanischer Fußballspieler
- Campos, Emilio (1954–2022), venezolanischer Fußballspieler
- Campos, Enrique (1913–1970), uruguayischer Tangosänger, Bandleader und Tangokomponist
- Campos, Felipe (* 1993), chilenischer Fußballspieler
- Campos, Felipe de Souza (* 1981), brasilianischer Fußballspieler
- Campos, Fernando (1923–2004), chilenischer Fußballspieler
- Campos, Fernando Schiappa de (1926–2018), portugiesischer Architekt
- Campos, Flávio (* 1965), brasilianischer Fußballspieler
- Campos, Guilherme Bissoli (* 1998), brasilianischer Fußballspieler
- Campos, Guillermo (* 2001), mexikanischer Hürdenläufer
- Campos, Henrique (1909–1983), portugiesischer Schauspieler und Filmregisseur
- Campos, Hugo (* 2000), portugiesischer Volleyball- und Beachvolleyballspieler
- Campos, Jhasmani (* 1988), bolivianischer Fußballspieler
- Campos, João (* 1958), portugiesischer Mittel- und Langstreckenläufer
- Campos, Jorge (* 1966), mexikanischer FußballtorhüterJorge Campos (* 1966)

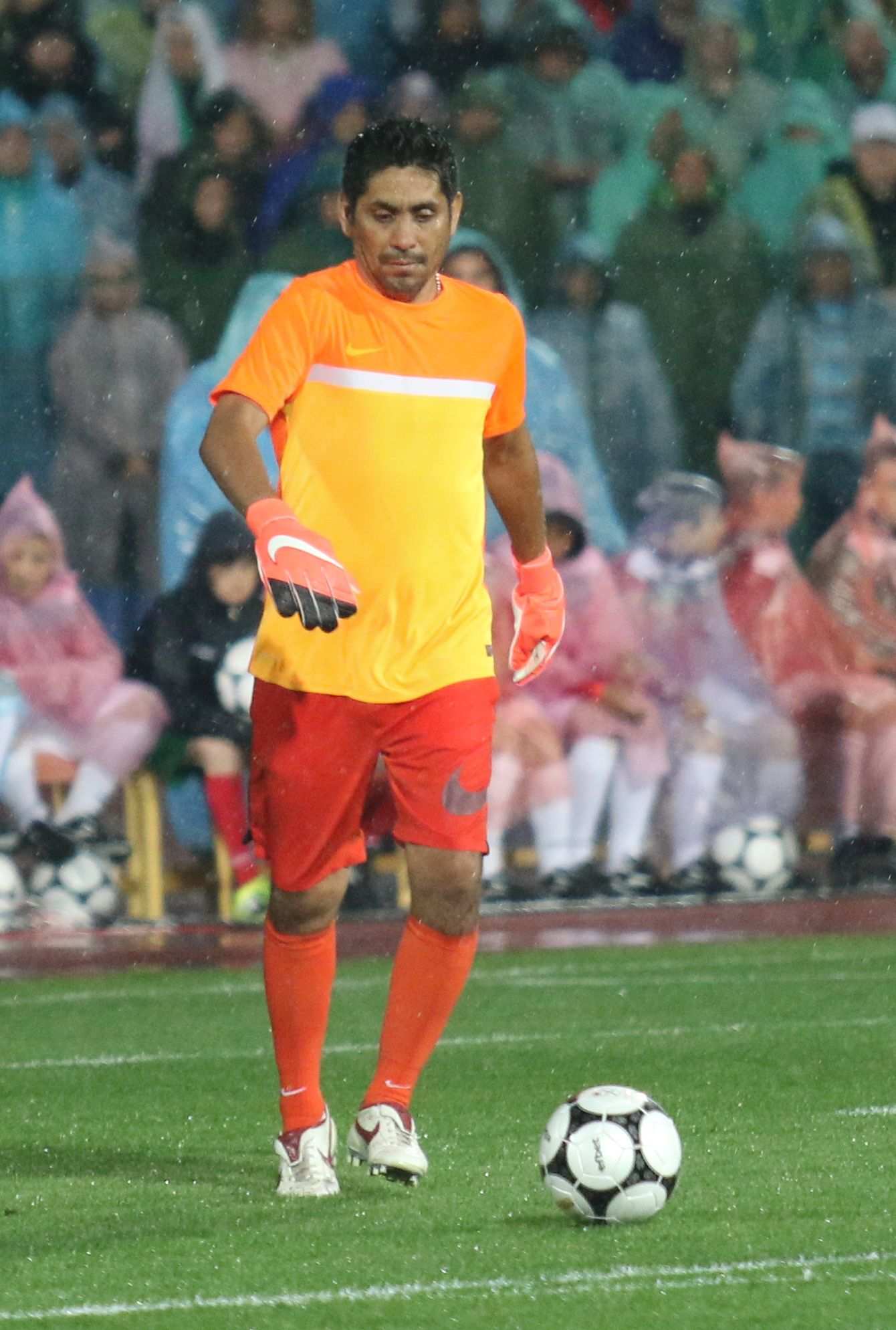
Jorge Campos (* 1966)

- Campos, Jorge (* 1991), kubanischer Tischtennisspieler
- Campos, Jorge Luis (* 1970), paraguayischer Fußballspieler
- Campos, José Melhado (1909–1996), brasilianischer Geistlicher und Bischof von Sorocaba
- Campos, Juliana (* 1996), brasilianische Stabhochspringerin
- Campos, Julieta (1932–2007), mexikanische Schriftstellerin und Übersetzerin
- Campos, Laura (* 1988), spanische Turnerin
- Campos, Lissandra (* 2002), brasilianische Weitspringerin
- Campos, Luís (* 1964), portugiesischer Trainer und Sportmanager
- Campos, Luís (* 1985), portugiesischer Filmregisseur und Produzent
- Campos, Luis Henry (* 1995), peruanischer Leichtathlet
- Campos, Marco (1976–1995), brasilianischer Automobilrennfahrer
- Campos, Marco Antonio (* 1949), mexikanischer Dichter, Prosaautor, Essayist und literarischer Übersetzer
- Campos, María Teresa (1941–2023), spanische Fernsehmoderatorin
- Campos, Mariela (* 1998), costa-ricanische Fußballspielerin
- Campos, Matías (* 1989), chilenischer Fußballspieler
- Campos, Matías (* 1991), chilenischer Fußballspieler
- Campos, Maximiano (1941–1998), brasilianischer Schriftsteller und Journalist
- Campos, Miguel (1844–1889), chilenischer Maler
- Campos, Pablo (* 1983), brasilianischer Fußballspieler
- Campos, Paulo de Tarso (1895–1970), brasilianischer Geistlicher, Erzbischof von Campinas
- Campos, Paulo Renato Fernandes Gonçalves de (* 1973), brasilianischer römisch-katholischer Geistlicher, Bischof von Barra do Garças
- Campos, Pedro, portugiesischer Seefahrer und Entdecker
- Campos, Rafael (1936–1985), US-amerikanischer Schauspieler dominikanischer Herkunft
- Campos, Rigoberto (* 1981), mexikanischer Fußballspieler
- Campos, Susana (1934–2004), argentinische Filmschauspielerin
- Campos, Terelu (* 1965), spanische Radio- und Fernsehmoderatorin, Tertulia-Teilnehmerin und Geschäftsfrau
- Campos, Tomás (* 1975), mexikanischer Fußballspieler
- Campos, Tony (* 1973), US-amerikanischer BassistTony Campos (* 1973)

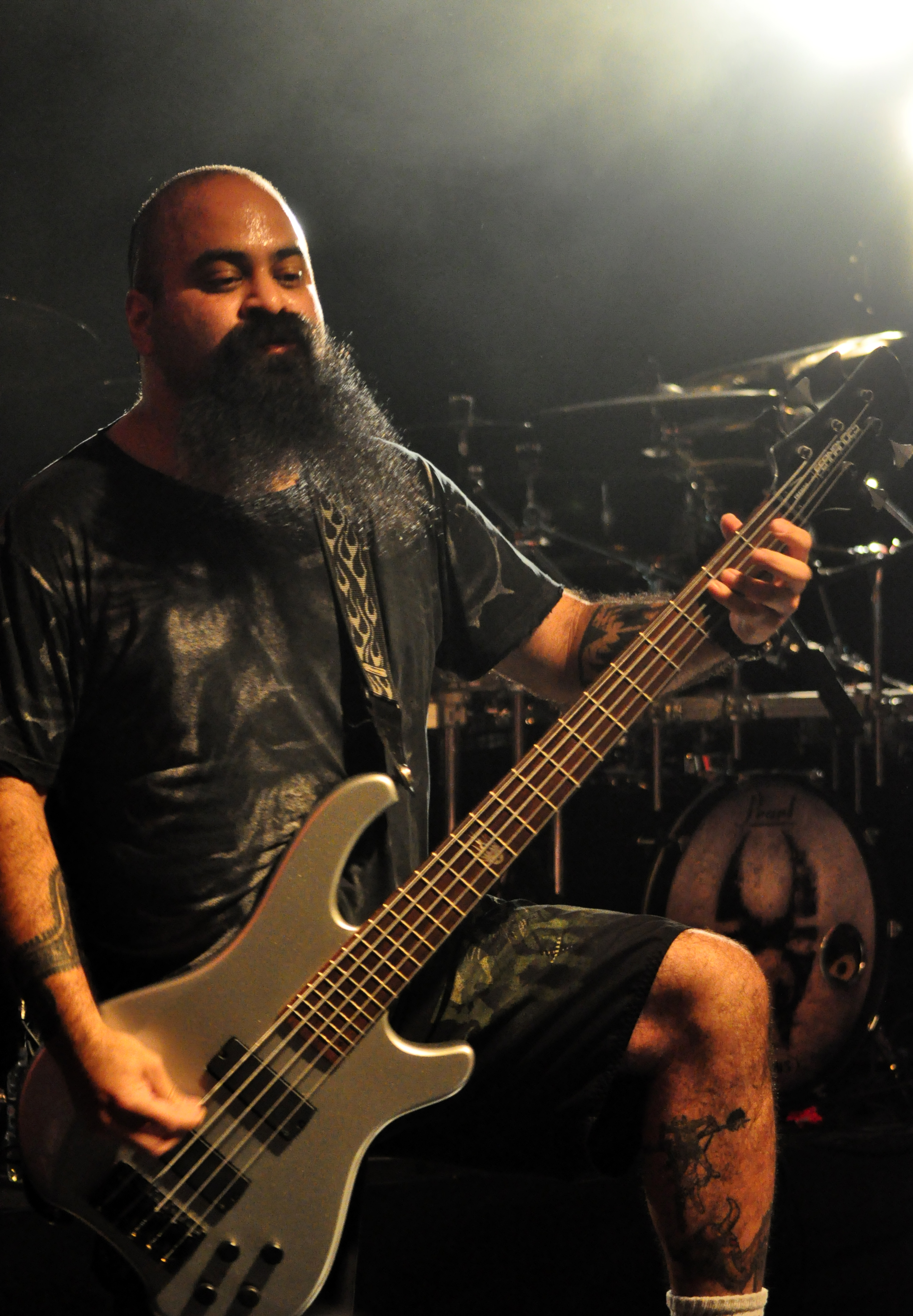
Tony Campos (* 1973)

- Campos, Wamberto de Jesus Sousa (* 1974), brasilianischer Fußballspieler
- Campos-Parsi, Héctor (1922–1998), puerto-ricanischer Komponist
- Campos-Pons, María Magdalena (* 1959), kubanisch-US-amerikanische Installationskünstlerin
- Camposeco, Mario (1921–1951), guatemaltekischer Fußballspieler
- Campotosto, Henry (1833–1910), belgischer Genremaler
- Campoy, Pilar (* 1990), argentinische Hockeyspielerin
- Campozano, Júlio César (* 1986), ecuadorianischer Tennisspieler

### Campr
- Campra, André († 1744), französischer KomponistAndré Campra († 1744)

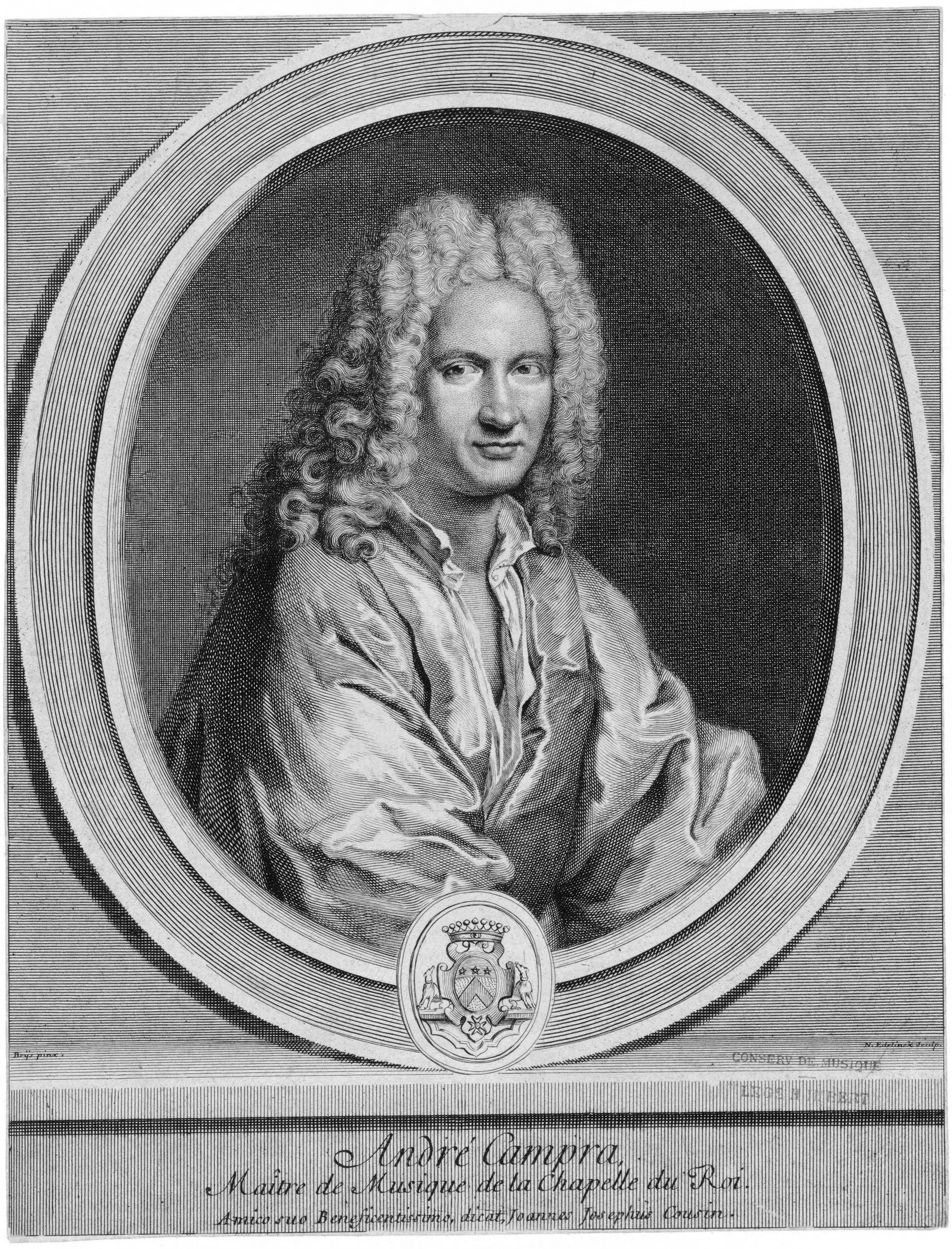
André Campra († 1744)

- Campra, Carla (* 1999), spanische Schauspielerin
- Campra, Guillermo (* 1997), spanischer Kinderdarsteller und Schauspieler
- Čamprag, Dušan (1925–2021), jugoslawischer bzw. serbischer Agrarwissenschaftler und Entomologe
- Campredon, Jean-Pierre (1916–2006), französischer Diplomat
- Campregher, Andrea (* 2001), italienischer Skispringer
- Campriani, Niccolò (* 1987), italienischer Sportschütze
- Camprobín, Pedro de (1605–1674), spanischer Stilllebenmaler des Barock
- Camprodon i Rovira, Jaume (1926–2016), spanischer Geistlicher, römisch-katholischer Bischof von Girona
- Camproux, Charles (1908–1994), französischer Romanist und Okzitanist
- Camprubí, Zenobia (1887–1956), spanische Schriftstellerin und Übersetzerin

### Camps
- Camps i Junyent, Gaspar (1874–1942), spanischer Plakatkünstler
- Camps, Berny (* 1971), niederländischer Bogenschütze
- Camps, Francisco (* 1962), spanischer Politiker (PP), Ministerpräsident der Region Valencia
- Camps, François de (1643–1723), französischer Geistlicher, Bischof und Numismatiker
- Camps, Gabriel (1927–2002), französisch-algerischer Historiker
- Camps, Juan (1883–1921), spanischer Ruderer
- Camps, Paul (* 1989), deutscher Fußballspieler
- Camps, Thuur (1955–1988), holländischer Maler und Grafiker
- Campsor, Konrad, Dekan zu Schwerin und Domherr zu Lübeck

### Campu
- Campulka, Tim (* 1999), deutscher FußballspielerTim Campulka (* 1999)

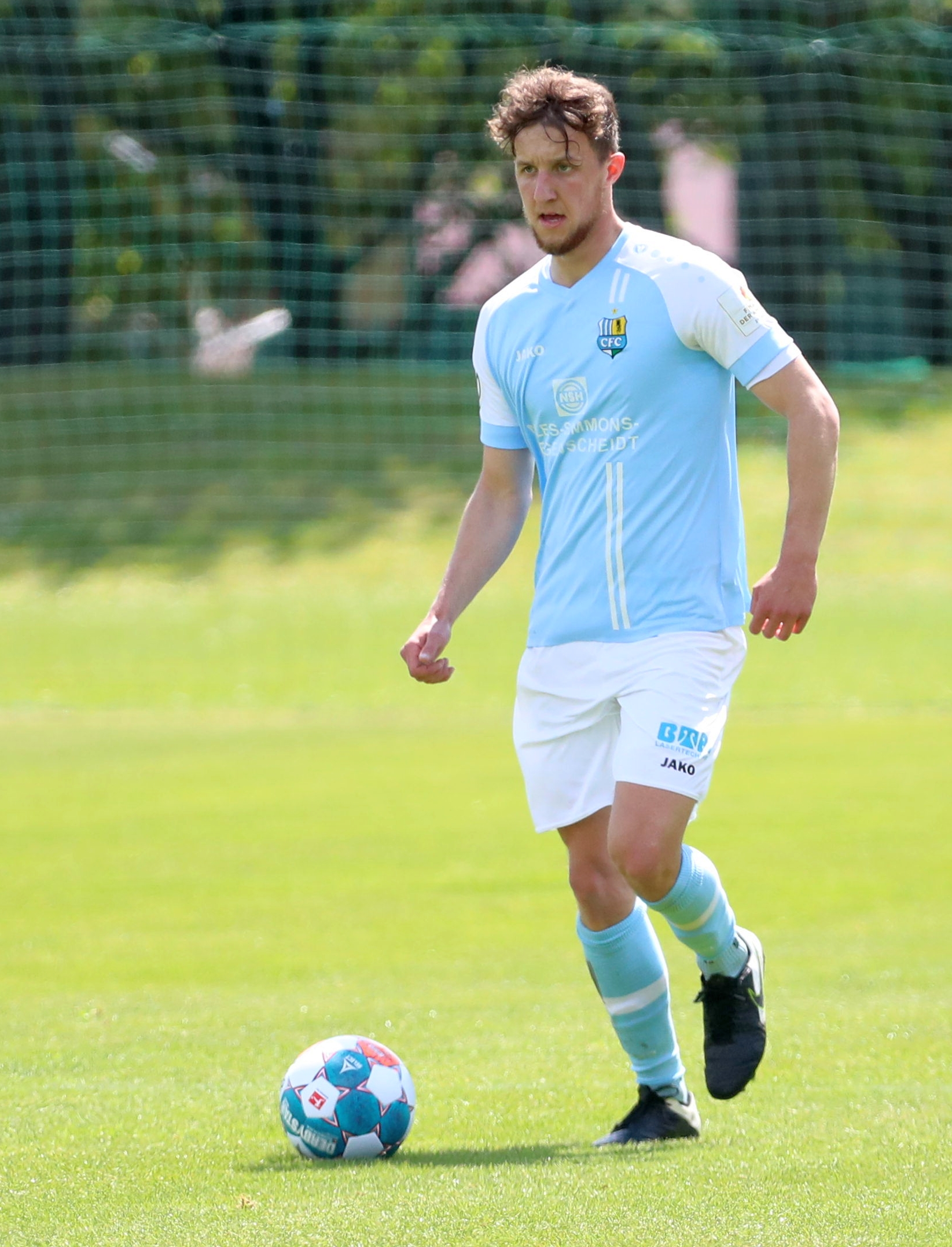
Tim Campulka (* 1999)

- Campus, Claudia, deutsche Radio- und Fernsehmoderatorin
- Campus, Peter (* 1937), US-amerikanischer Videokünstler und Fotograf
- Campuzano Piña, Luis Javier (* 1960), mexikanischer Diplomat
- Campuzano, Daniela (* 1986), mexikanische Radrennfahrerin
- Campuzano, Juan Carlos (* 1949), paraguayischer Physiker
- Campuzano, Juan de Dios (* 1921), ecuadorianischer römisch-katholischer Ordensgeistlicher, Apostolischer Präfekt von Galápagos